# Gradignan
Ne pas confondre avec Draguignan, commune du département du Var.
Gradignan, Gradinhan en gascon (prononcé [ɡʁadiɲɑ̃] ), est une commune du Sud-Ouest de la France, située dans le département de la Gironde en région Nouvelle-Aquitaine.

## Géographie

### Localisation
Commune de l'aire d'attraction de Bordeaux située dans son unité urbaine.

### Communes limitrophes
Les communes limitrophes sont  Canéjan, Léognan, Pessac, Talence et Villenave-d'Ornon.
| Pessac  | Talence   |                   |
| Canéjan | Gradignan | Villenave-d'Ornon |
|         | Léognan   |                   |

### Climat
Pour des articles plus généraux, voir Climat de la Nouvelle-Aquitaine et Climat de la Gironde.
Historiquement, la commune est exposée à un climat océanique aquitain.
En 2020, Météo-France publie une typologie des climats de la France métropolitaine dans laquelle la commune est exposée à un climat océanique et est dans la région climatique Aquitaine, Gascogne, caractérisée par une pluviométrie abondante au printemps, modérée en automne, un faible ensoleillement au printemps, un été chaud (19,5 °C), des vents faibles, des brouillards fréquents en automne et en hiver et des orages fréquents en été (15 à 20 jours).
Pour la période 1971-2000, la température annuelle moyenne est de 12,9 °C, avec une amplitude thermique annuelle de 14,2 °C. Le cumul annuel moyen de précipitations est de 968 mm, avec 12,3 jours de précipitations en janvier et 6,9 jours en juillet. Pour la période 1991-2020, la température moyenne annuelle observée sur la station météorologique la plus proche, située sur la commune de Villenave-d'Ornon à 4,02 km à vol d'oiseau, est de 14,3 °C et le cumul annuel moyen de précipitations est de 904,1 mm,. Pour l'avenir, les paramètres climatiques de la commune estimés pour 2050 selon différents scénarios d’émission de gaz à effet de serre sont consultables sur un site dédié publié par Météo-France en novembre 2022.

## Urbanisme

### Typologie
Au 1er janvier 2024, Gradignan est catégorisée grand centre urbain, selon la nouvelle grille communale de densité à sept niveaux définie par l'Insee en 2022.
Elle appartient à l'unité urbaine de Bordeaux, une agglomération intra-départementale regroupant 73 communes, dont elle est une commune de la banlieue,,. Par ailleurs la commune fait partie de l'aire d'attraction de Bordeaux, dont elle est une commune du pôle principal,. Cette aire, qui regroupe 275 communes, est catégorisée dans les aires de 700 000 habitants ou plus (hors Paris),.

### Occupation des sols

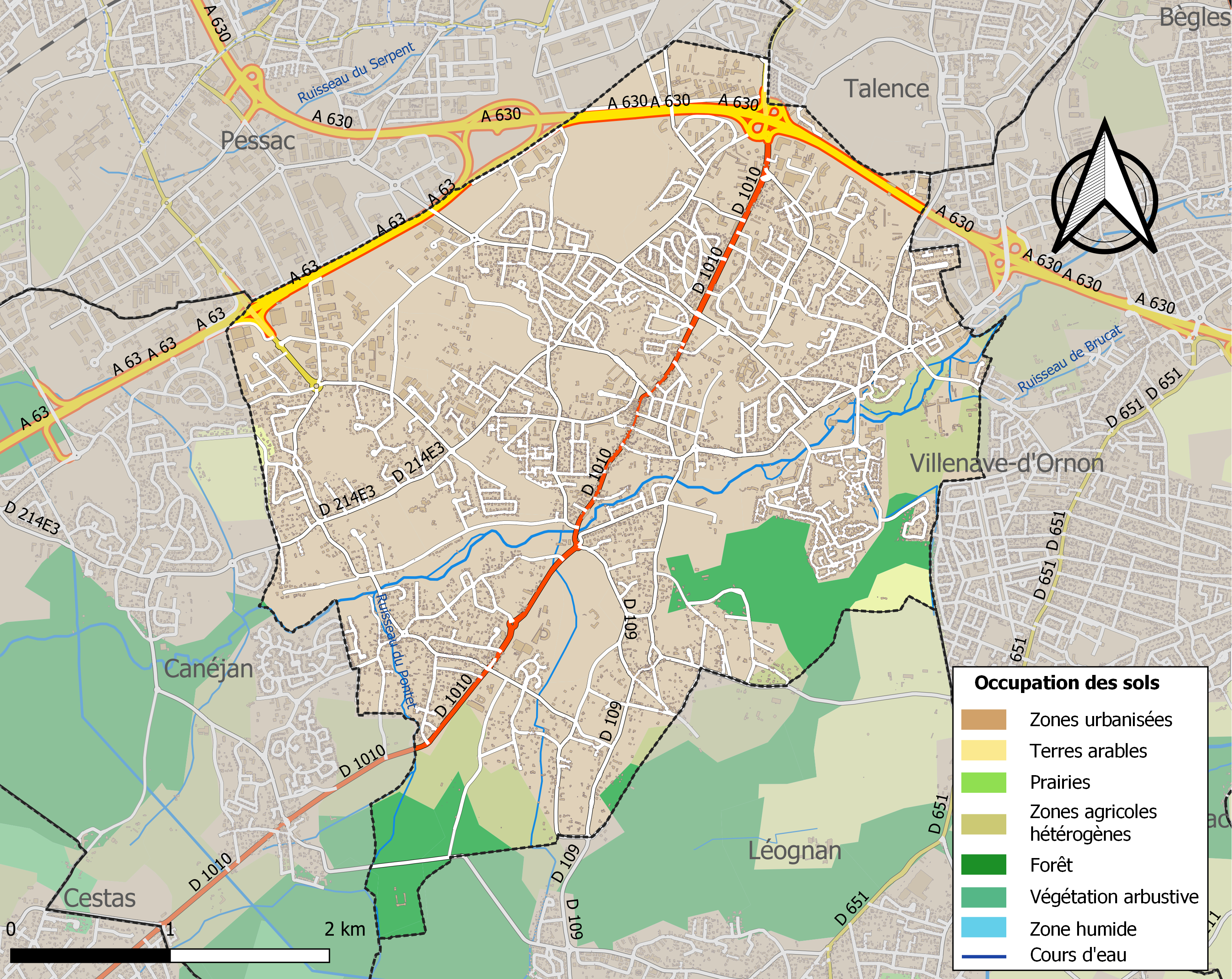
Carte des infrastructures et de l'occupation des sols de la commune en 2018 (CLC).

L'occupation des sols de la commune, telle qu'elle ressort de la base de données européenne d’occupation biophysique des sols Corine Land Cover (CLC), est marquée par l'importance des territoires artificialisés (86,4 % en 2018), en augmentation par rapport à 1990 (82,7 %). La répartition détaillée en 2018 est la suivante :
zones urbanisées (65,1 %), espaces verts artificialisés, non agricoles (14,4 %), forêts (7,6 %), zones industrielles ou commerciales et réseaux de communication (6,9 %), zones agricoles hétérogènes (5,3 %), cultures permanentes (0,8 %). L'évolution de l’occupation des sols de la commune et de ses infrastructures peut être observée sur les différentes représentations cartographiques du territoire : la carte de Cassini (XVIIIe siècle), la carte d'état-major (1820-1866) et les cartes ou photos aériennes de l'IGN pour la période actuelle (1950 à aujourd'hui).

### Voies de communication et transports

#### Réseau routier
- (rocade)
- 16 Gradignan-Centre
- 17 Gradignan-Malartic

- 26 Gradignan-Beausoleil

 (ancienne RN10), correspond au cours du Général-de-Gaulle et à l'avenue de la Libération. Destination Canéjan-La House, Jauge et Le Barp. 

D 214E3 vers Canéjan. 

 vers Léognan.

#### RéseauTBMactuel

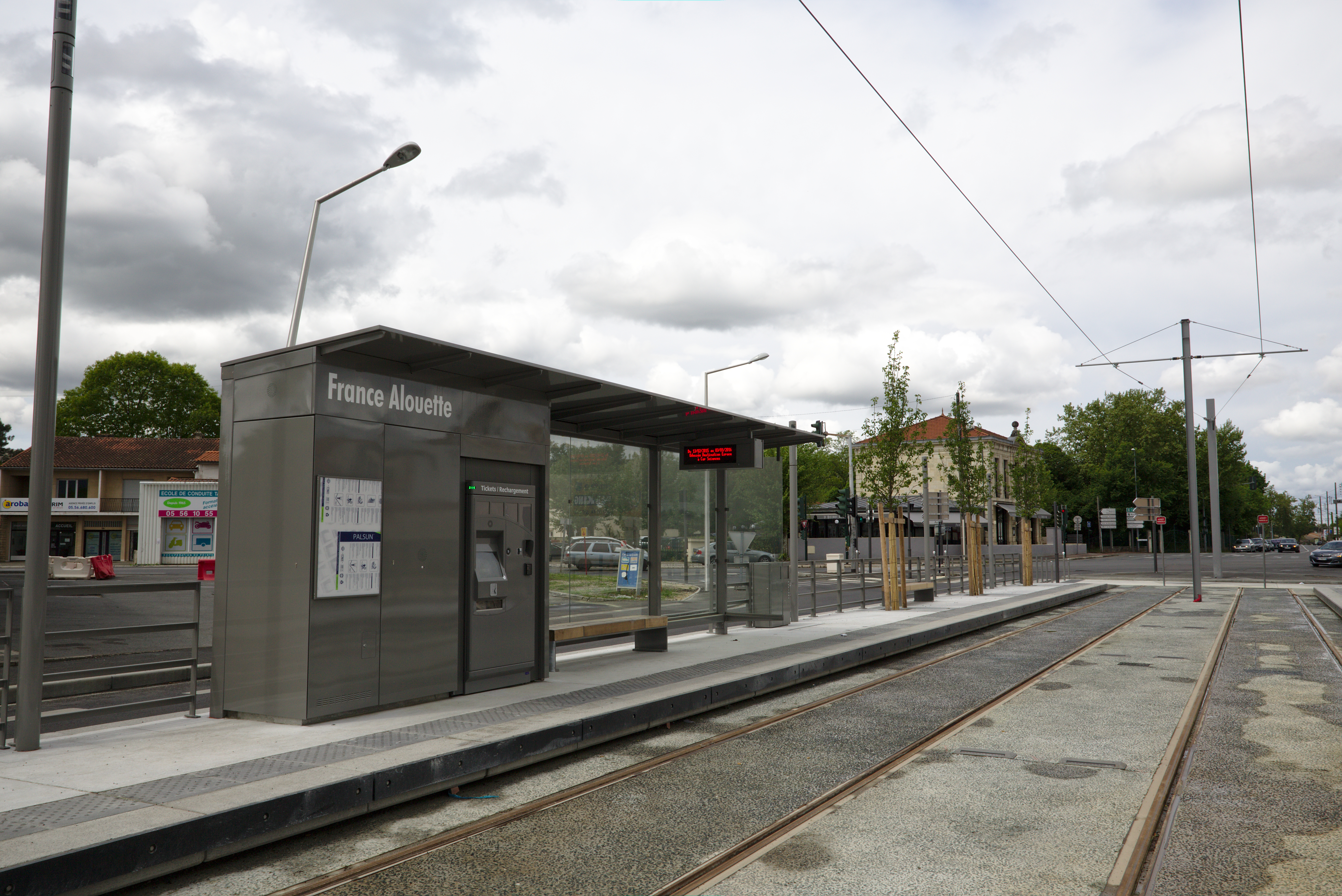
Le terminus France Alouette

Gradignan est actuellement desservie par les lignes TBM suivantes :
- 8 10 21 31 36 TBNight 86

#### Réseau TBM à compter du 4 septembre 2023[16]
Gradignan sera desservie par les lignes TBM suivantes :
- 8 - 21 - 31 - 39 - 74 - 80

##### RéseauTransGironde
La ligne 411 relie la station de tram Peixotto au Barp ou à Belin-Béliet.

#### À vélo
Gradignan possède de nombreuses pistes cyclables ainsi que des bornes pour attacher son vélo. Il y a 3 stations Vcub se situant sur la place Roumégoux, à l'IUT de Bordeaux et à Bordeaux Sciences Agro.

#### À pied
Il existe un parcours de moyenne randonnée balisé grâce à des plots verts.

### Risques majeurs
Le territoire de la commune de Gradignan est vulnérable à différents aléas naturels : météorologiques (tempête, orage, neige, grand froid, canicule ou sécheresse), inondations, feux de forêts, mouvements de terrains et séisme (sismicité faible). Un site publié par le BRGM permet d'évaluer simplement et rapidement les risques d'un bien localisé soit par son adresse soit par le numéro de sa parcelle.
La commune a été reconnue en état de catastrophe naturelle au titre des dommages causés par les inondations et coulées de boue survenues en 1983, 1990, 1993, 1999, 2009, 2011, 2013 et 2020,.
Gradignan est exposée au risque de feu de forêt. Depuis le 20 avril 2016, les départements de la Gironde, des Landes et de Lot-et-Garonne disposent d’un règlement interdépartemental de protection de la forêt contre les incendies. Ce règlement vise à mieux prévenir les incendies de forêt, à faciliter les interventions des services et à limiter les conséquences, que ce soit par le débroussaillement, la limitation de l’apport du feu ou la réglementation des activités en forêt. Il définit en particulier cinq niveaux de vigilance croissants auxquels sont associés différentes mesures,.
Les mouvements de terrains susceptibles de se produire sur la commune sont des tassements différentiels.

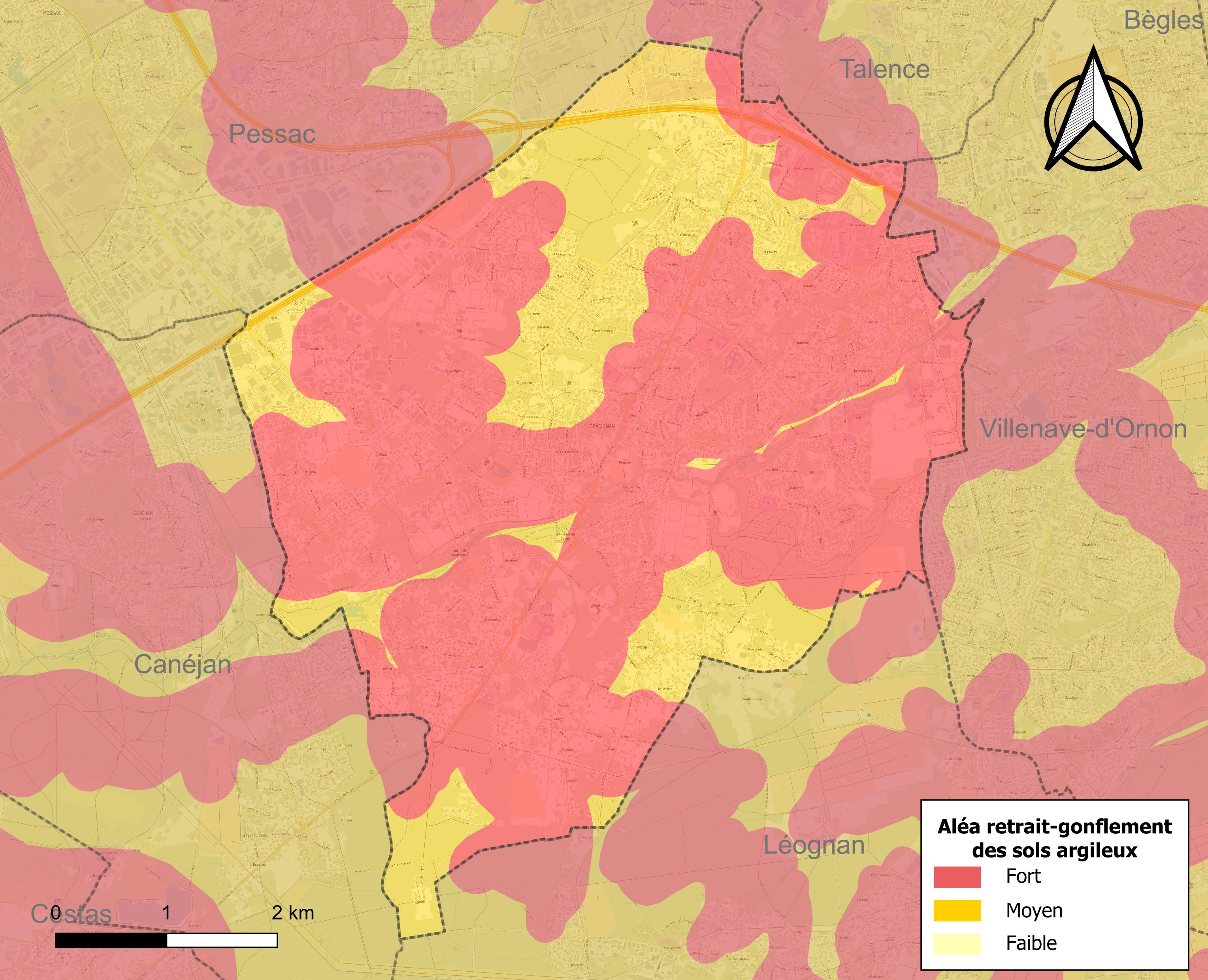
Carte des zones d'aléa retrait-gonflement des sols argileux de Gradignan.

Le retrait-gonflement des sols argileux est susceptible d'engendrer des dommages importants aux bâtiments en cas d’alternance de périodes de sécheresse et de pluie. La totalité de la commune est en aléa moyen ou fort (67,4 % au niveau départemental et 48,5 % au niveau national). Sur les 5 742 bâtiments dénombrés sur la commune en 2019, 5 742 sont en aléa moyen ou fort, soit 100 %, à comparer aux 84 % au niveau départemental et 54 % au niveau national. Une cartographie de l'exposition du territoire national au retrait gonflement des sols argileux est disponible sur le site du BRGM,.
Par ailleurs, afin de mieux appréhender le risque d’affaissement de terrain, l'inventaire national des cavités souterraines permet de localiser celles situées sur la commune.
Concernant les mouvements de terrains, la commune a été reconnue en état de catastrophe naturelle au titre des dommages causés par la sécheresse en 1989, 1991, 2003, 2005, 2011 et 2017 et par des mouvements de terrain en 1999.

## Sport
- cyclisme sur route et VTT : U.C.G (Union Cycliste Gradignan) ;
- tennis : Tennis Club de Gradignan et tennis club des coqs rouge ;
- volley balle : Gradignan volley balle ;
- stand de tir : trap club Kbm ;
- rugby : comité de départ de rugby de la gironde ;
- pelote basque : la cancha ;
- judo : judo club Frederic Lebrun ;
- autres[26]

## Toponymie

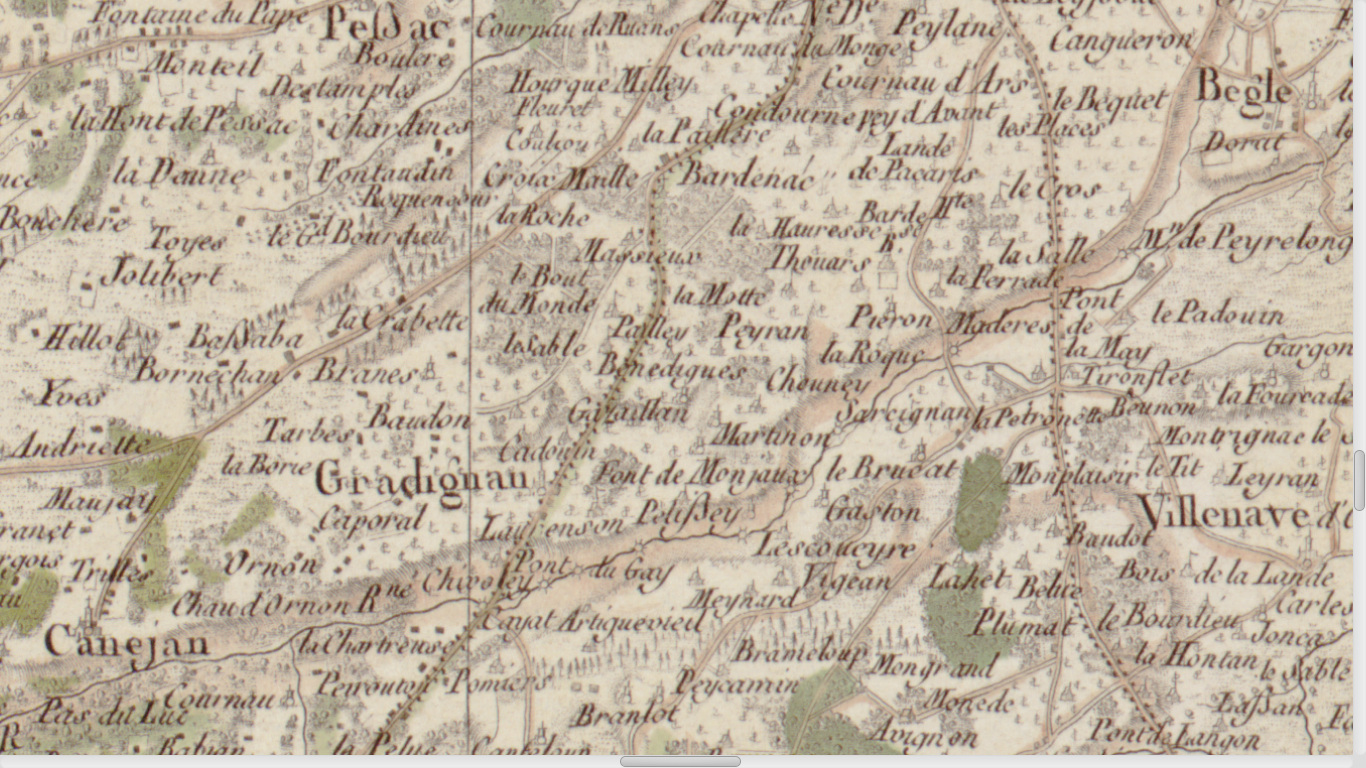
Toponymes et topographie de la région de Gradignan, sur la carte de Cassini, 1756.

Le nom de la commune proviendrait de l’anthroponyme gallo-romain Gradinus ou Gradignanus ou, selon une hypothèse moins plausible, du terme gravignan qui désignerait le terroir des Graves.
En gascon, le nom de la commune est Gradinhan.

## Histoire
Au Moyen Âge, la cité a connu une certaine notoriété, dont témoignent encore le prieuré de Cayac, les vestiges du Castéra et de la motte Saint-Albe. En 1152, quand le roi d'Angleterre devint, par son mariage, duc d'Aquitaine, le château d'Ornon, dit Le Castéra, situé sur la paroisse de Gradignan, était, semble-t-il, le chef-lieu de la comtau d'Ornon, vaste territoire situé au sud de la Garonne. La comtau d'Ornon était un territoire appartenant directement au roi d'Angleterre, alors duc d'Aquitaine. Le terme gascon de « comtau » a souvent été traduit par le français « comté », mais il s'agit d'une erreur : il s'agissait en fait d'un domaine comtal du duc d'Aquitaine qui était également comte de Bordeaux et non d'un comté. Les seigneurs d'Ornon ne possédaient qu'une partie de cette comtau.
Le château d'Ornon fut ravagé en 1405 par le comte d'Armagnac, vassal du roi de France. Cette période médiévale coïncide avec celle des pèlerinages de Saint-Jacques-de-Compostelle. À la sortie de Gradignan, sur la grande route de Bayonne, le prieuré de Cayac a permis à des milliers de pèlerins de se reposer avant d'aborder les terribles landes, « pays désolé où l'on manque de tout ».
On observe depuis le Moyen Âge une similitude de réactions entre Bordeaux et Gradignan face aux grands événements politiques, notamment la Fronde, les révolutions de 1789, 1830 et 1848 :
méfiants à l'égard du pouvoir centralisateur parisien, les notables et hommes d'affaires étaient plus préoccupés par leurs intérêts économiques que par les grands débats politiques. Quant aux gens plus modestes, leur seul souci était d'avoir un travail et des moyens de subsistance suffisants. Des liens nombreux unissaient en effet Gradignan à la capitale girondine. Il était de tradition, pour les Gradignanais, de vendre leur lait et leurs légumes à la ville si proche, ainsi que d'entretenir le linge des Bordelais. De même, de nombreux négociants bordelais possédaient des propriétés viticoles à Gradignan, faisant ainsi vivre journaliers et tonneliers.
Jusque vers 1950, Gradignan a été un simple village vivant des ressources de ses terres et de sa rivière, l'Eau Bourde. Longtemps restée à la traîne par un manque criant d'infrastructures, la commune s'est équipée tous azimuts, à partir de 1952, sous le mandat de Bernard Roumégoux : elle est devenue une ville de plus de 20 000 habitants tout en ayant conservé son aspect verdoyant.
En 1967, est construite, sur le territoire communal, une maison d'arrêt pouvant accueillir environ 400 détenus.

## Politique et administration

### Politique de développement durable
La ville a engagé une politique de développement durable en lançant une démarche d'Agenda 21 en 2009.

### Politique environnementale
Dans son palmarès 2024, le Conseil national de villes et villages fleuris de France a attribué trois fleurs à la commune.

### Politique locale
La commune de Gradignan, intégrée au canton de Pessac-2 à la suite du nouveau découpage territorial de la Gironde (département) entré en vigueur à l'occasion des premières élections départementales suivant le décret du 20 février 2014, est représenté par les conseillers départementaux Laure Curvale (EELV) et Sébastien Saint-Pasteur (PS), ce canton est intégré à la septième circonscription de la Gironde représentée par le député Alain Rousset (PS).

### Jumelages
La commune entretient des accords de coopération avec :
- Pfungstadt (Allemagne) depuis 1996 ;
- Figueira da Foz (Portugal) depuis 1992.

## Population et société
Les habitants sont appelés les Gradignanais.

### Démographie
L'évolution du nombre d'habitants est connue à travers les recensements de la population effectués dans la commune depuis 1793. Pour les communes de plus de 10 000 habitants les recensements ont lieu chaque année à la suite d'une enquête par sondage auprès d'un échantillon d'adresses représentant 8 % de leurs logements, contrairement aux autres communes qui ont un recensement réel tous les cinq ans,.

En 2022, la commune comptait 26 186 habitants, en évolution de +2,44 % par rapport à 2016 (Gironde : +6,91 %, France hors Mayotte : +2,11 %).
| 1793  | 1800  | 1806  | 1821  | 1831  | 1836  | 1841  | 1846  | 1851  |
| ----- | ----- | ----- | ----- | ----- | ----- | ----- | ----- | ----- |
| 1 860 | 1 382 | 1 461 | 1 487 | 1 630 | 1 643 | 1 727 | 1 843 | 1 867 |

| 1856  | 1861  | 1866  | 1872  | 1876  | 1881  | 1886  | 1891  | 1896  |
| ----- | ----- | ----- | ----- | ----- | ----- | ----- | ----- | ----- |
| 1 834 | 1 989 | 2 079 | 2 269 | 2 377 | 2 453 | 2 672 | 2 727 | 2 818 |

| 1901  | 1906  | 1911  | 1921  | 1926  | 1931  | 1936  | 1946  | 1954  |
| ----- | ----- | ----- | ----- | ----- | ----- | ----- | ----- | ----- |
| 2 853 | 2 945 | 2 895 | 2 982 | 3 180 | 3 314 | 3 418 | 5 213 | 4 807 |

| 1962  | 1968   | 1975   | 1982   | 1990   | 1999   | 2006   | 2011   | 2016   |
| ----- | ------ | ------ | ------ | ------ | ------ | ------ | ------ | ------ |
| 6 803 | 10 402 | 18 691 | 21 441 | 21 727 | 22 193 | 22 988 | 23 355 | 25 563 |

| 2021   | 2022   | - | - | - | - | - | - | - |
| ------ | ------ | - | - | - | - | - | - | - |
| 25 835 | 26 186 | - | - | - | - | - | - | - |

| selon la population municipale des années : | 1968 | 1975 | 1982 | 1990 | 1999 | 2006 | 2009 | 2013 |
| Rang de la commune dans le département      | 13   | 11   | 8    | 8    | 10   | 12   | 10   | 9    |
| Nombre de communes du département           | 548  | 543  | 543  | 542  | 542  | 542  | 542  | 542  |

### Enseignement
La commune relève de l’Académie de Bordeaux.
| Écoles maternelles                                                                       | Écoles primaires                                                          | Collèges                                                | Lycée              | Supérieur                                                                |
| ---------------------------------------------------------------------------------------- | ------------------------------------------------------------------------- | ------------------------------------------------------- | ------------------ | ------------------------------------------------------------------------ |
| - Ermitage - La Clairière - Lange - Saint-Géry - Les Tourelles - Malartic - Le Pin Franc | - Saint-Exupéry - Lange - Saint-Géry - Martinon - Malartic - Le Pin Franc | - Collège Fontaines de Monjous - Collège Alfred-Mauguin | - Lycée des graves | - ENITA - IUT de Bordeaux - IUT de Bordeaux Montesquieu, département GLT |

### Manifestations culturelles et festivités
- Lire en Poche, rendez-vous national annuel des livres de poche, premier salon spécialisé sur le petit format du livre papier, créé en 2005 de la volonté du maire Michel Labardin, qui souhaite accompagner la naissance de la future médiathèque, et d'études d'opportunité et de réalisation de Jean-Luc Furette, professeur à Bordeaux III (I.U.T. métiers du livre). La manifestation se déroule le premier week-end d'octobre et s'inscrit désormais dans le calendrier des manifestations littéraires reconnus par les professionnels des métiers du livre. La fréquentation de quelque 23 000 personnes lors de la 10e édition souligne son succès populaire[44],[45]. De plus, l'organisation du salon, la mairie de Gradignan et le Crédit Agricole collaborent depuis plusieurs années avec le lycée des Graves dans le cadre d'un concours de nouvelles qui implique les élèves volontaires de l'établissement. Ainsi, deux ateliers d'écriture sont organisés au lycée des Graves en présence de responsables du salon Lire en Poche, de personnels (professeurs documentalistes et/ou professeurs) du lycée ainsi que d'un écrivain. L'édition de 2017 s'est déroulée sous l'égide de Sébastien Gendron[46], quand celle de 2018 a accueilli Cathy Ytak[47]. À l'issue de ce concours et après délibération, le jury choisit trois lauréats. Le Crédit Agricole, partenaire via un fonds de dotation, offre les prix aux finalistes, à savoir un iPad mini pour le premier prix et des chèques-livres aux deux autres lauréats, d'un montant de 150 et 100 € chacun[46].
- Poches voyageurs, action annuelle récurrente de pollinisation des livres au format poche dans des lieux utiles familiers publics et privés des Gradignanais, en partenariat avec les éditeurs des collections de poche fiction et non-fiction[48].
- Le Week-end de la BD, festival autour de la bande-dessinée organisé par l'association Phylactère et qui a lieu chaque année depuis 2004[49].
- Play est un festival éclectique entièrement gratuit dédié aux pratiques sportives, artistiques, numériques et culturelles actuelles. Il a lieu début juillet de chaque année. Ce festival est né en 2011 à l'initiative de la ville de Gradignan qui en a confié la gestion à l'établissement public pour l'animation des jeunes à Gradignan (EPAJG)[50].
- La Fête sport et nature a toujours été conçue comme la grande fête de plein air de Gradignan, une fête de printemps pour la découverte de la nature privilégiée de cette ville. Il s'agit de déambulation de long de l'Eau Bourde, entre les parcs de Cayac, de Saint-Albe et de Montgaillard, sachant que le matin est réservé aux courses pédestres et d'orientation à Mandavit et l'après-midi à des découvertes et animations, notamment pour les enfants, comme la pêche au livre de poche.

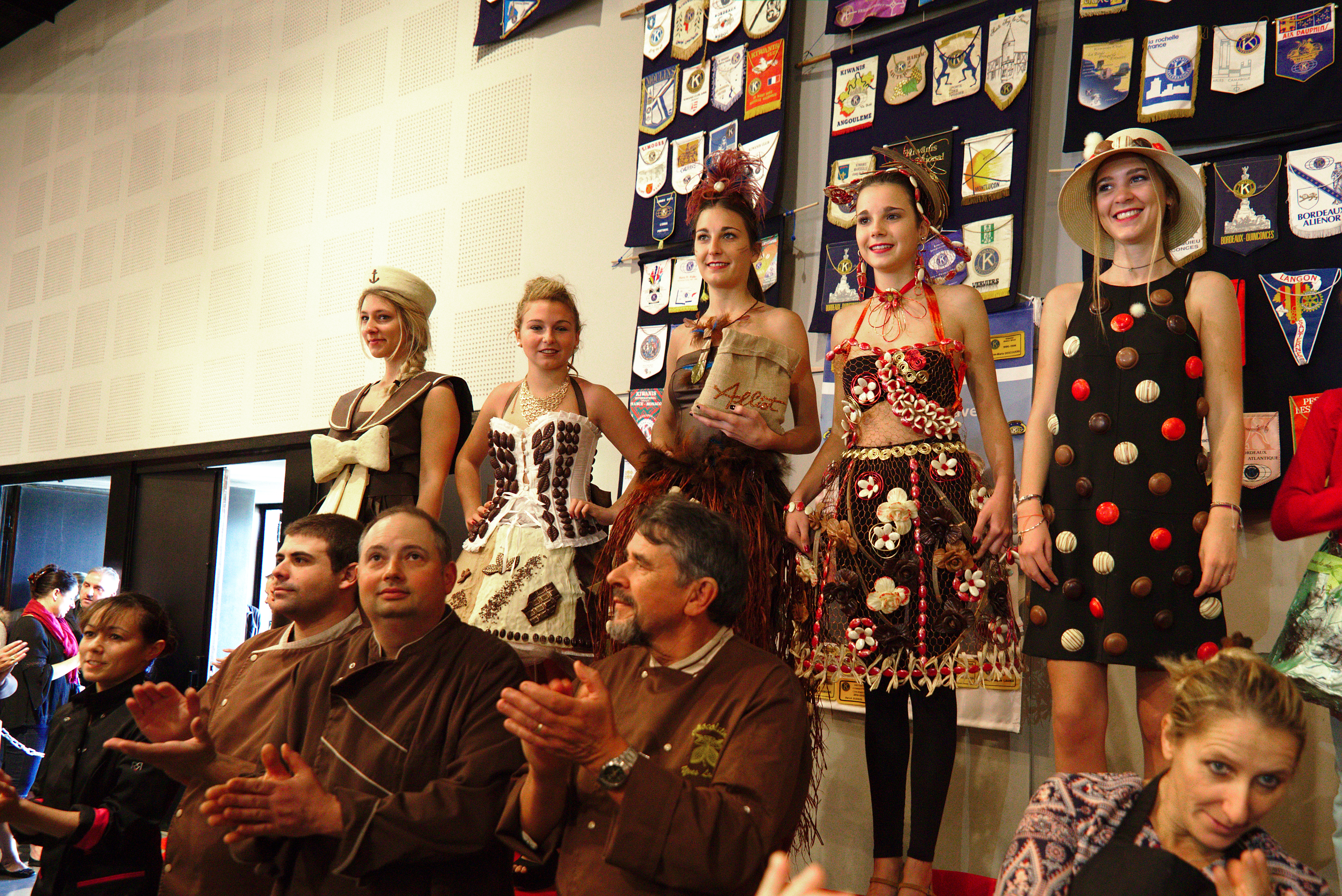
Salon du chocolat 2015.

- Le Salon du chocolat, avec la présence d'artisans chocolatiers venus de Gironde et du Grand Sud-Ouest, et dont 2015 en a été la sixième édition[51].
- La Fête de la musique a lieu chaque année en juin au centre-ville de Gradignan. Elle accueille aussi bien les jeunes du conservatoire de musique que des groupes locaux.

### Tournage
Les scènes intérieures et extérieures de la série Famille d'accueil sont tournées dans la résidence de Gazaillan, dans le quartier de Saint-Géry à Gradignan.

## Culture locale et patrimoine

### Lieux et monuments
- Eglise Saint Pierre de GradignanSkate Park de GradignanÉglise Saint-Pierre de Gradignan.
- Skate-Park de Gradignan.

#### Châteaux
- Château de Poumey

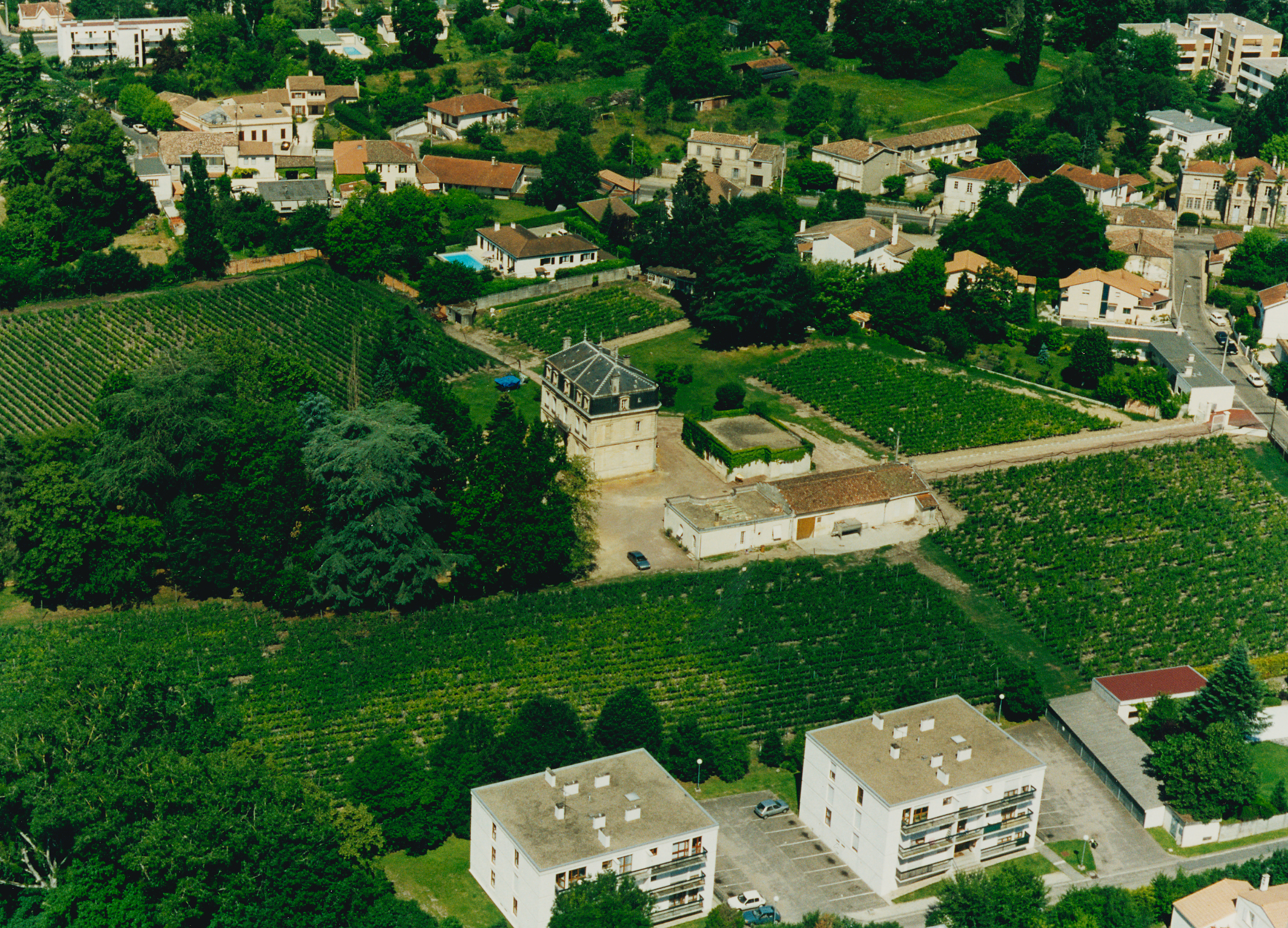
Château de Poumey.

Les origines du château remontent à 1784 mais la bâtisse actuelle est construite en 1860 par une famille de négociants anglais, installée à Bordeaux. En 1945, de nouveaux propriétaires font l'acquisition du vignoble, le renouvellent et c'est ainsi que le cru Poumey remporte de nombreuses récompenses. En 1987, le château est mis en vente. Beaucoup de promoteurs immobiliers le désirent mais la commune le rachète dans le but de préserver un patrimoine historique. Elle le réhabilite entièrement, étend la surface d'exploitation en terroir de Graves. Depuis 1994, la municipalité a choisi de confier l'exploitation au château Pape Clément situé sur la même appellation d'origine contrôlée Pessac-léognan. Aujourd'hui Poumey (13 ha) produit un cru rouge et un cru exceptionnel nommé « La Sérénité ».
En 2010, 13996 bouteilles de vin ont été produites à partir des quatre parcelles situées à Poumey, Ornon, Bragues et Sabatey (appartenant à la commune).
- Château d'Ornon

Construit au XIXe siècle, le château a pris le nom éponyme du lieu sur lequel il se trouve mais n'a aucun lien avec l'ancien château du comté d'Ornon.
Un long corps de logis sans étage est encadré par deux pavillons. Les toitures en ardoise sont hautes. Les baies sont entourées de chambranle uni sauf la porte d'entrée dont le chambranle est mouluré.
Autrefois domaine viticole, le château possédait des vignobles.
- Château de Mandavit

Ancien château du Gay, il tient son nom de Raymond Mandavit, négociant de Bordeaux, maire de la commune de 1795 à 1800 et propriétaire du domaine. Le château est cependant antérieur à cette date. La façade principale montre une certaine recherche dans la disposition des fenêtres : les trois travées centrales sont très rapprochées, alors que les deux autres sont décalées vers les extrémités. Des oculus ovales éclairent l'étage, celui du milieu est en position verticale, les autres en position horizontale. Il abrite aujourd'hui l'école municipale de musique municipale.
- Château de l'Ermitage

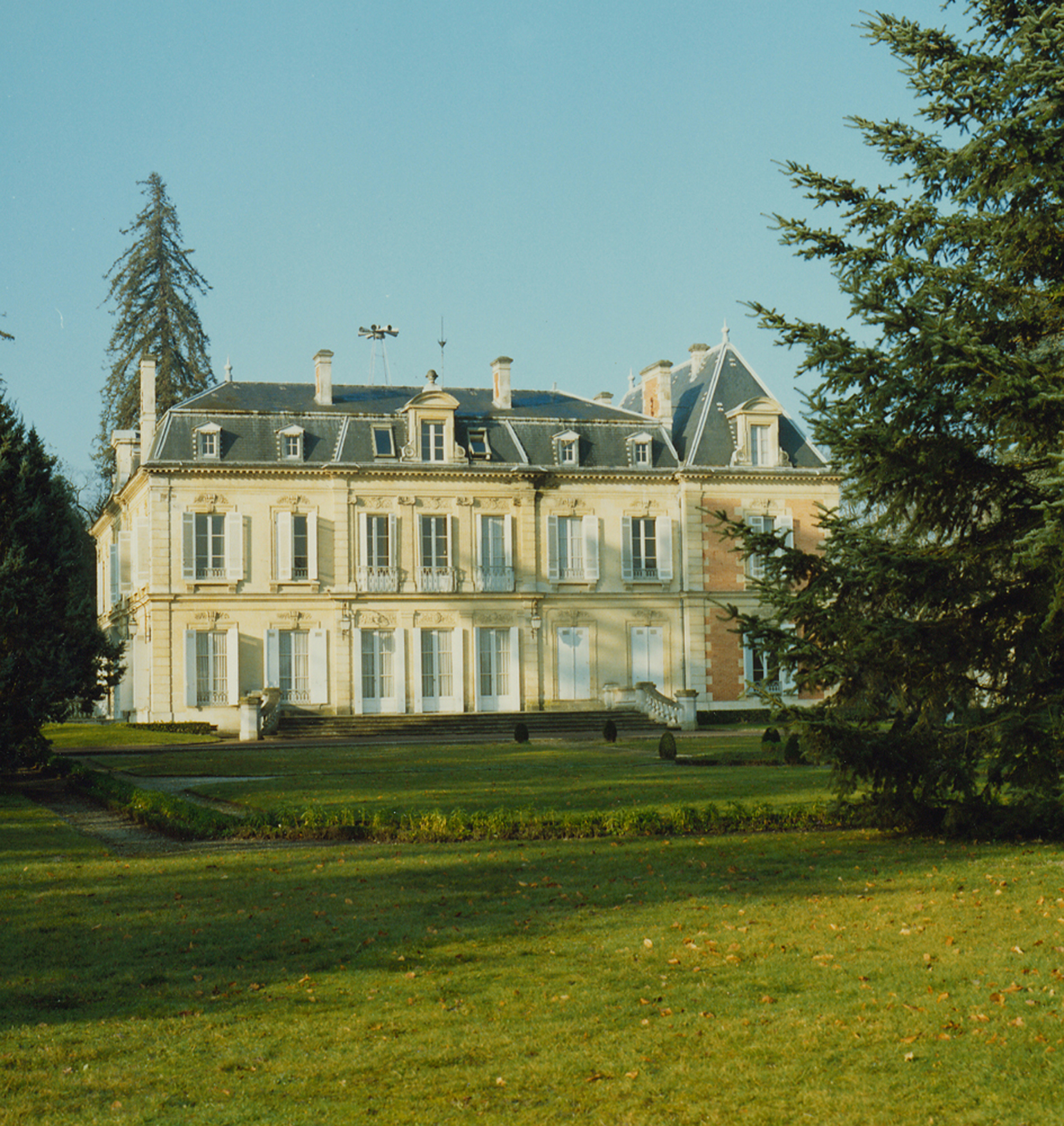
Château de l'Ermitage.

Vestiges de l'ancien hospice devenu prieuré de Cayac, établi sur la route du pèlerinage de Saint-Jacques-de-Compostelle et mentionné dès 1234 ; il dépendait de l'abbatiale Sainte-Croix de Bordeaux et a été inscrit monument historique en 1937 et 1987.
Les augustins de Bordeaux (clercs réguliers) possédaient à cet endroit une maison de maître, un chai et un cuvier. Vendu en 1791 aux enchères à un négociant, la maison est reconstruite. Sous le Second Empire, en 1866, la maison est remplacée par le château actuel. Domaine viticole n'ayant pas la qualité des autres domaines de la commune, le château est revendu plusieurs fois jusqu'en 1945. Racheté par la commune après la Seconde Guerre mondiale, le château abrite la mairie jusqu'en 1986. Seuls les mariages y sont aujourd'hui célébrés.

En 2022-2023, le château a été rénové et accueillera ensuite de nouveaux services.

La rénovation du château
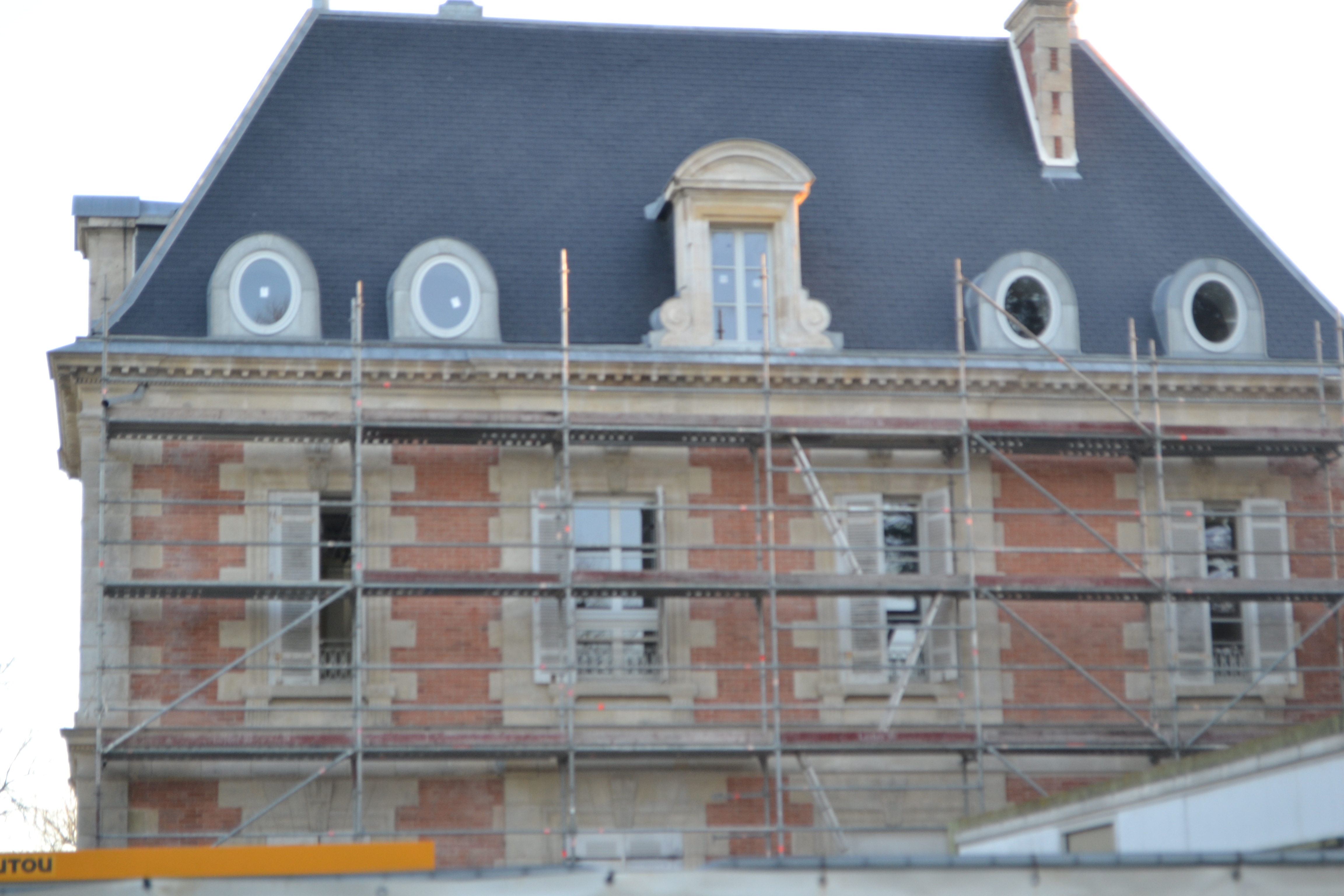
Vue d'en face du château en rénovation
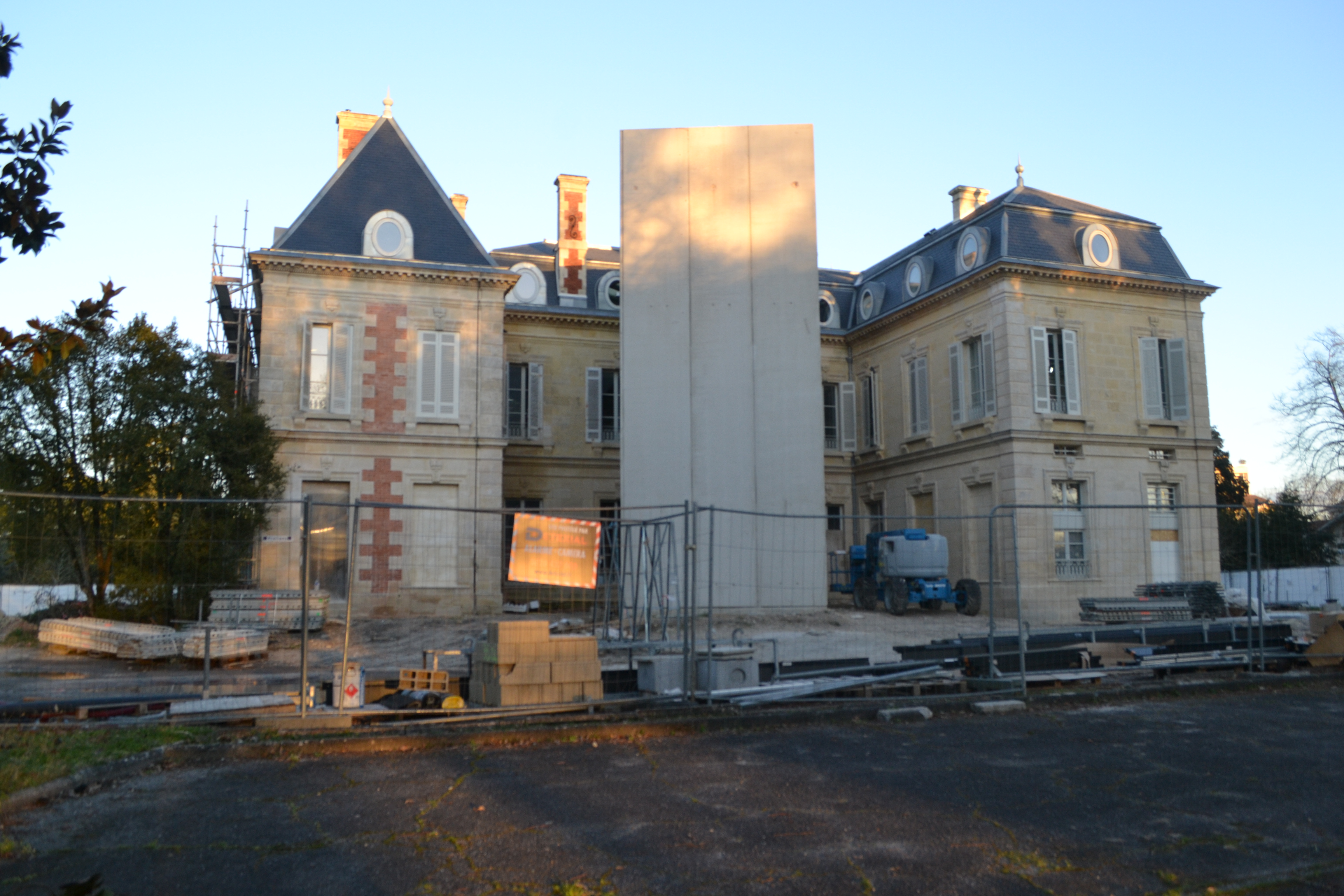
Vue du château en rénovation

- Château de Malartic

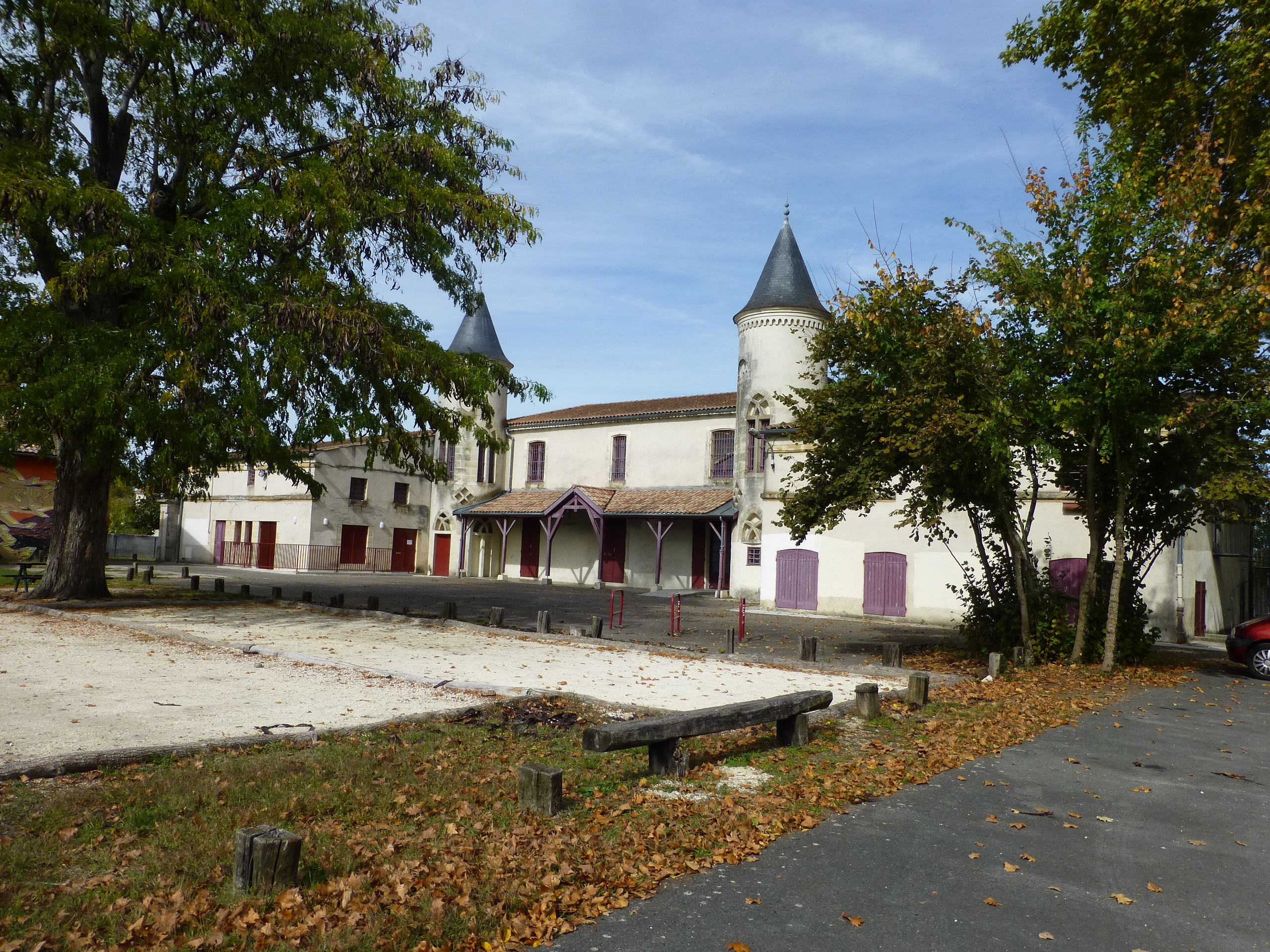
Château de Malartic.

Construit au XVIIIe siècle, il est d'une architecture beaucoup plus simple que les autres châteaux de la commune. Au départ bâtisse rectangulaire à un étage, complétée par deux ailes plus basses, il est ensuite agrémenté de deux tourelles. L'absence de décor extérieur et l'existence de nombreuses dépendances, qui autrefois fermaient presque complètement la cour, confirmaient son aspect d'une demeure de domaine agricole. Rien ne signalait le rang ou la fortune de son propriétaire.
- Château Lestonat

C'est en 1549 qu'est construite la première demeure par Arnaud de Lestonnac, marchand à Bordeaux. Mais le style du château actuel, différent, permet de dater l'édifice du début du XVIIe siècle. Des dépendances anciennes il ne reste qu'un pavillon. La chapelle a été construite au XIXe siècle.
- Château Montgaillard

Il existait en 1813 une maison de plaisance mais celle-ci fut totalement reconstruite sur un plan différent avant 1846. Le logis est composé d'un corps central sans étage et de deux gros pavillons carrés plus élevés qui l'encadrent. Les ornementations (pilastres, balustrades, guirlandes) sont un bon exemple du néo-classicisme tardif en Bordelais. Dès 1846, les jardins ont été très aménagés. Le bâtiment est aujourd'hui transformé en logements.
- Château Moulerens

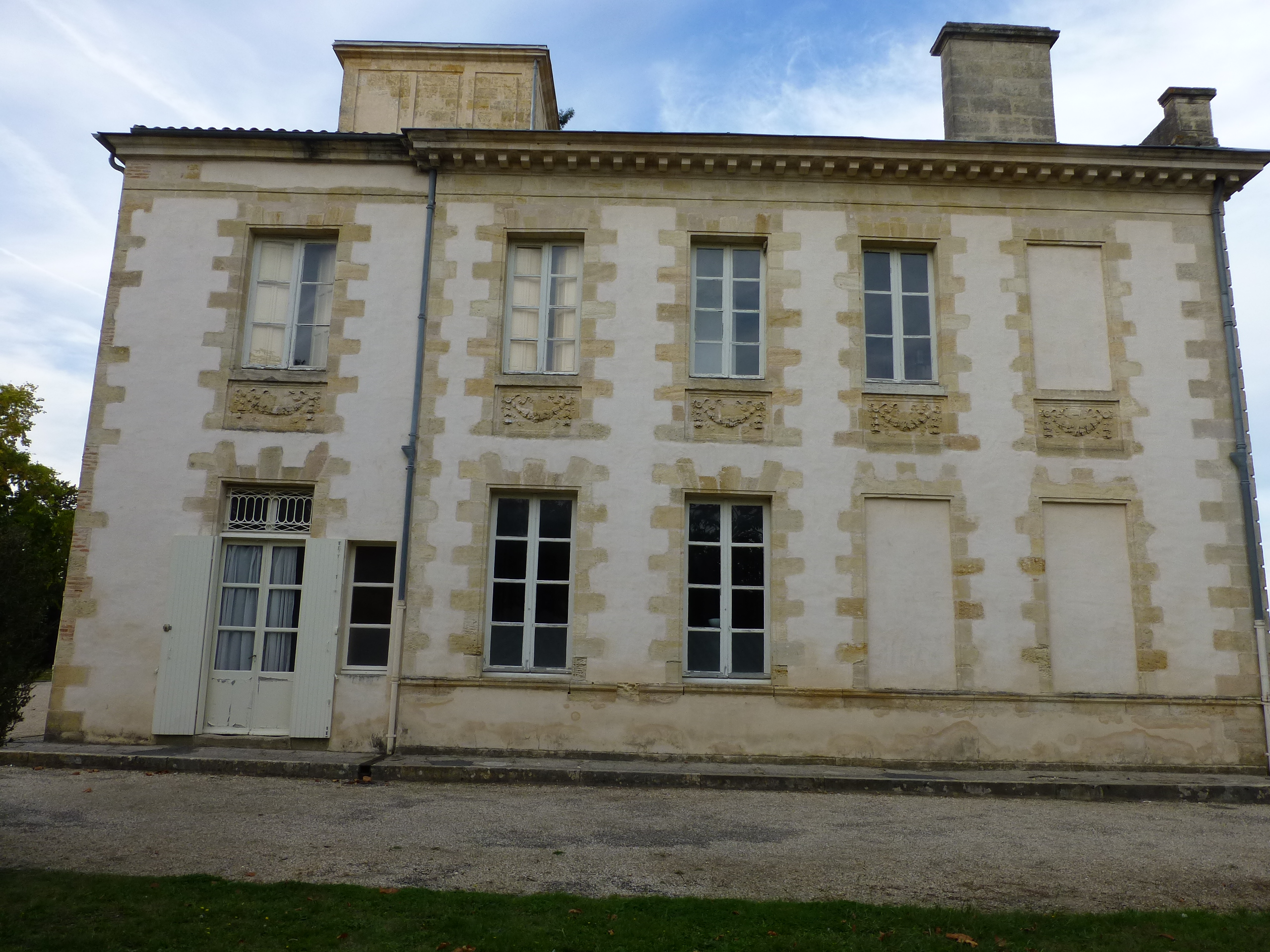
Château de Moulerens.

Un plan de 1777 fait mention du château Moulerens qui fut par la suite considérablement modifié. Propriété d'une vieille famille bordelaise les Buhan pendant près de cent ans le domaine de 57 hectares comprenait vers 1850, vingt hectares plantés de vignes. Il produisait un excellent vin rouge appelé cru Monblanc, dont la production très élevée arrivait juste derrière celle de Laurenzane, et un excellent vin blanc le Clos d'Or. Depuis 1946, le domaine est géré par l'association « les Coqs Rouges », les vignes ont été remplacées par des espaces verts et des terrains de sport.
- Château Lahouneau

Il existait déjà à la fin du XVIIIe siècle. Son propriétaire était en 1770 le sieur Yauge, négociant bordelais dont la correspondance nous apprend qu'il venait dîner le dimanche à Lahouneau avec ses amis. Un plan de l'époque nous indique que le bâtiment et ses dépendances étaient entourés d'un grand jardin, de bois et de vignes.
- Château La Burthe

Construit par la famille Cochez, au XIXe siècle, sur une terre du château voisin qui appartenait à la grand-mère de François Mauriac, et qu'elle vendit aux Cochez, une famille alliée aux Écomard, aux Maupassant-Bartelemy. Le château est devenu un centre pour handicapés.
- Château Barthez

Les propriétaires du domaine sont connus depuis le milieu du XVIe siècle. La bâtisse, relativement modeste a été achetée en 1791 par Pierre Barthez qui la garda jusqu'à sa mort en 1832. Il est probable que le corps de bâtiment principal date de la fin du XVIIIe siècle, mais le gros pavillon qui le complète a été ajouté fin XIXe siècle.
- Château Tauzia

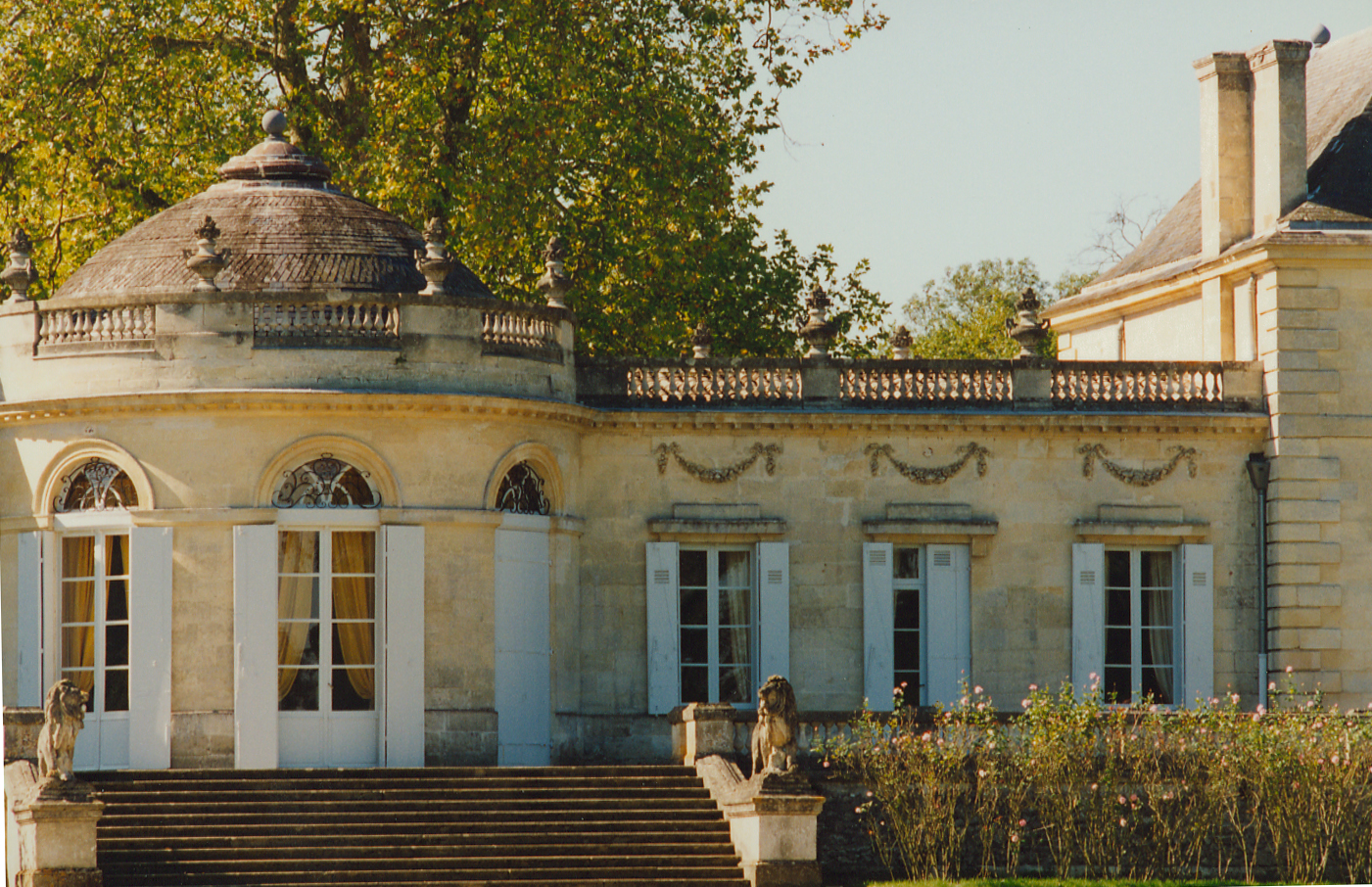
Château Tauzia.

Construit à la fin du XVIIIe siècle par l'architecte du grand théâtre de Bordeaux, Victor Louis ; il a été classé monument historique en 1965.
- Château de Lafon.

#### Patrimoine historique et architectural
- La motte castrale de Saint-Albe

Vestiges d'un ancien château fort médiéval (motte féodale de Saint Albe) et d'un ancien donjon (ruines du Castéra), la motte Saint-Albe se présente sous la forme d'un tertre entouré d'un fossé. Nées au Xe siècle dans une époque troublée de contestations du pouvoir royal et de luttes entre seigneurs, les mottes défensives se sont multipliées sur le territoire.
Le château à motte et à basse-cour comprenait un tertre artificiel et un grand enclos appelé basse-cour. Ils étaient séparés par une fosse enjambée par un pont-levis. La motte était surmontée d'un donjon à l'origine en bois puis en pierre, et où résidait le seigneur. Dans la basse-cour se trouvaient les étables, les écuries, les ateliers, les fours. Des bâtiments abritaient aussi les hommes d'armes du seigneur, les forgerons, les armuriers et les agents d'exploitation du domaine. Pour certains historiens, il ne semble pas impossible que ce château ait été la demeure des premiers comtes d'Ornon.
La motte pouvait avoir 100 m de diamètre et 20 m de haut.
- Le lavoir Saint-Albe

Le lavoir Saint-Albe date du XVIIIe siècle et provient de la propriété Sarrazin, qui comprenait le château Lafitte aujourd'hui disparu. Il a été racheté par la commune pour être installé dans le nouveau parc Saint-Albe. Original par sa forme ronde, le lavoir rappelle le rôle important des lavandières à Gradignan au XVIIIe siècle.
- La poterie

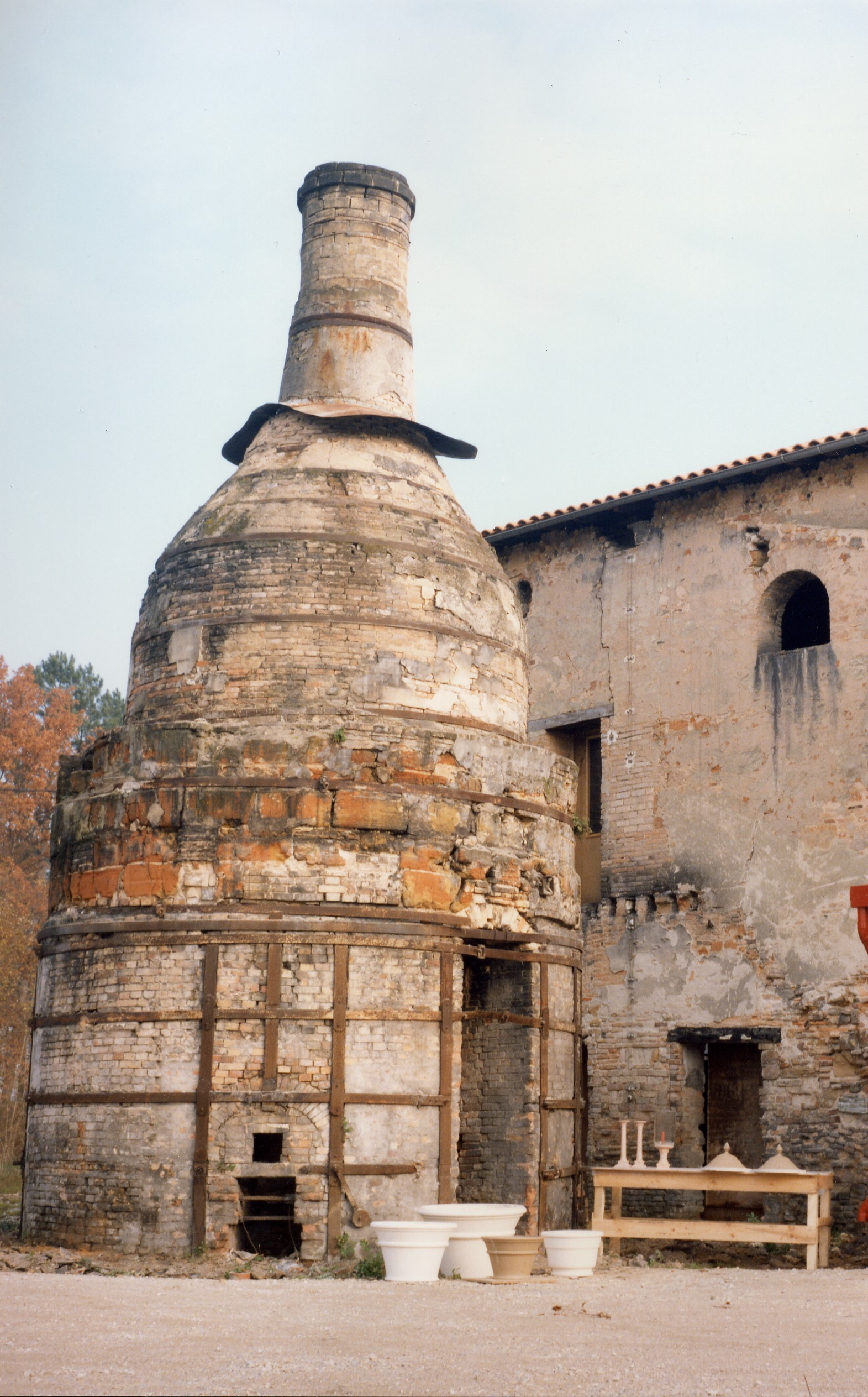
La poterie.

Des trois fours qui existaient au siècle dernier à Gradignan, deux sont encore conservés : celui visible à l’extérieur de la poterie et un autre à l'intérieur. Ils ont été construits entre 1841 et 1855. Leur curieuse forme de bouteille n'est pas exclusive à Gradignan puisqu'on la retrouve aussi à Sèvres dès 1765 et en Angleterre. Cette forme particulière favorisait une meilleure répartition de la chaleur, par une cuisson sur deux niveaux.
À l'origine, on y fabriquait des tuiles, puis très vite des pots à résine en raison du développement de la forêt des Landes au cours du Second Empire.
Des poteries de ménages brutes ou vernies y sont ensuite produites.
La Seconde Guerre mondiale a porté un coup fatal à la poterie à cause du manque de matières premières et de l'évolution de la demande.
Au début des années 1950, la poterie ferme ses portes. Rachetée en 1982 par la commune, elle accueille aujourd'hui l'association « Terre d'art et d'argile ». Le site est inscrit monument historique en 2012. Il bénéficie également en 2021 du loto du patrimoine créé dans le cadre de la Mission Stéphane Bern par la Française des jeux.
- Le moulin d'Ornon

Au confluent de l'Eau Bourde et du ruisseau du Pontet, il a servi de moulin à farine jusqu'au début du XIXe siècle avant de pulvériser du silex (1860) et de fabriquer des tapis (1878). Fin du XIXe siècle un nouveau système de vannes est réalisé permettant de conserver un niveau d'eau important, même pendant la saison estivale. Début XXe siècle et pendant une vingtaine d'années, il servira à l’élevage des truites. En 1981 une expérimentation d'élevage d’écrevisses (environ 1300) s'y tiendra. Il abrite à présent des activités associatives.
- Le moulin de Mongaillard

Moulin à farine pendant des siècles, il cesse son activité au XVIIIe siècle sans doute par défaut d'entretien, pour la reprendre de 1844 à la fin du XIXe siècle. Durant la première moitié du XXe siècle, le moulin sert à broyer les fèves de cacao puis de 1936 à 1939, on l'utilise pour fabriquer des pains de glace.
En 1983, la commune en fait l'acquisition. Il est également utilisé de nos jours pour des activités associatives.
- Le moulin du Moulineau

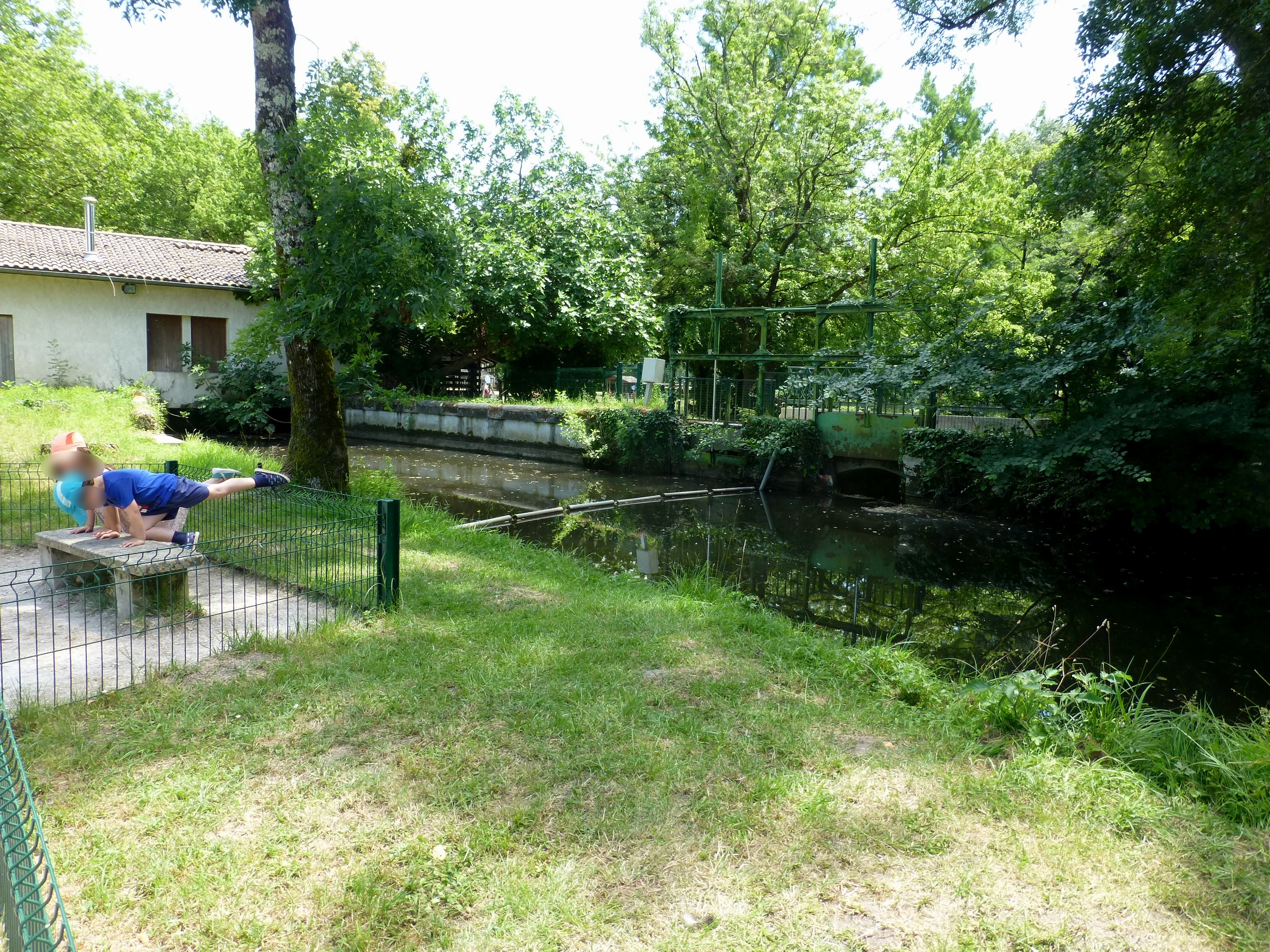
La retenue d'eau en amont de l'ancien moulin du Moulineau.

À l'origine le moulin faisait partie du domaine de Laurenzane (mairie actuelle). Par l'action d'une pompe et d'une canalisation il emmenait l'eau au château. Le moulin servit à la mouture des grains, abrita une scierie mécanique (1886), et une fabrique de cannes et de mâts de parapluies dont les baleines étaient en bois. Il fut aussi le siège d'une blanchisserie mécanique.
Il est actuellement une annexe technique de la Maison de la Nature.
- Le moulin de Cazeaux

Moulin à farine jusqu'à la fin du XIXe siècle, il fut de 1903 à 1955 le centre d'une importante tannerie employant jusqu'à 150 ouvriers et fabriquant des chaussures, des courroies, des harnais et des fouets. De 1957 à 1976 l'entreprise des Tricots St Joseph mondialement connue s'y installe. Plus de 600 ouvrières travaillent alors sur le site. Aujourd'hui les bâtiments abritent les Espaces Loisirs Rencontres de la ville.
- Le prieuré de Cayac

Il constitue une étape de la voie de Tours du pèlerinage de Saint-Jacques-de-Compostelle. Les restes du prieuré sont inscrits aux monuments historiques le 17 septembre 1937, l'ensemble formé par l'église prieurale et le bâtiment accolé au bas-côté sud sont inscrits le 22 décembre 1987.
- La tour Chappe ou télégraphe de Chappe

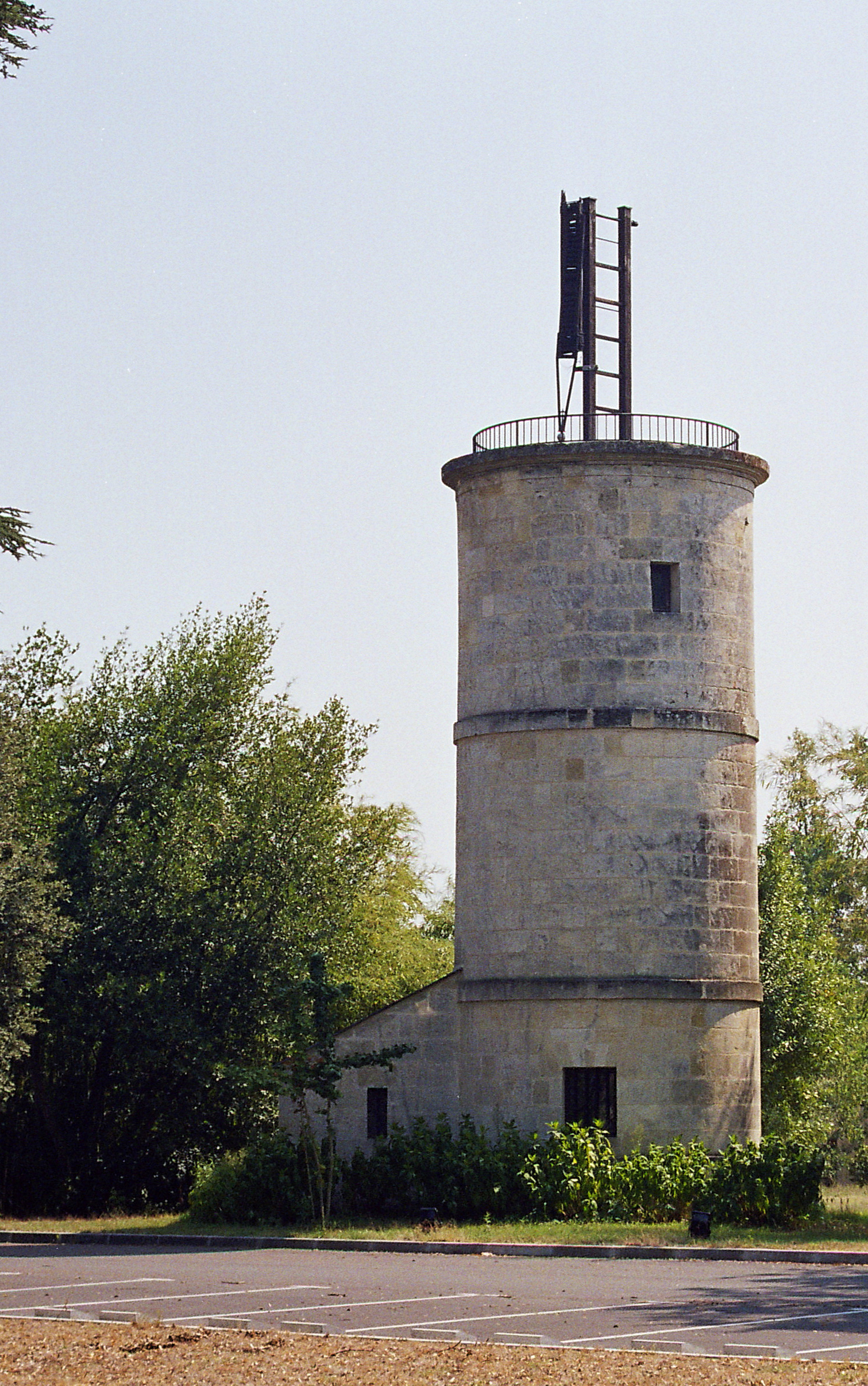
Télégraphe de Chappe

Il existe aussi dans l'enceinte de l'Institut national des jeunes sourds (INJS), un exemplaire d'une tour du télégraphe à bras, dit télégraphe de Chappe. Située sur la ligne de transmission vers Bayonne, elle permettait le relais des informations en provenance de Bordeaux, et de la capitale. Bâtie en 1823 et rénovée en 1990, elle peut être visitée tous les ans lors des journées du patrimoine.
Haute de 10,70 m, la tour a été construite en 1823 à l'occasion de la guerre de succession d'Espagne. Louis XVIII qui a levé une armée de 100 000 hommes pour venir en aide à Ferdinand VII, veut des nouvelles rapides du conflit et des mouvements de troupes. Il va donc utiliser le télégraphe optique inventé par l'abbé Chappe (1763-1805) et faire construire 110 postes relais entre Paris et Bayonne.
Le principe identique dans toutes les stations, repose sur un mécanisme articulé. Au sommet d'une poutre était fixée un bras relativement long et pouvant pivoter (le régulateur), lui-même équipé à chacune de ses extrémités de deux bras plus courts également pivotants (les indicateurs). Un système de filins permettait de bouger l'ensemble et de créer différentes figures géométriques.
Sous le mécanisme, dans une salle de travail, le stationnaire observait à la longue-vue la tour voisine distante de 10 à 25 km, relayait les messages observés en actionnant le mécanisme et consignait les signaux transmis dans un registre.
Le message écrit était codé par le directeur en début de ligne. Pour cela il utilisait un livre de codes télégraphiques. Les figures fonctionnaient deux par deux, la première renvoyait au numéro de la page et la deuxième au numéro de la ligne. Ainsi les stationnaires ne pouvaient pas savoir le contenu du message transmis.
Ce système permettait de transmettre un message en 3 h 30 alors qu'il fallait cinq à six jours avec des chevaux de poste. Seuls inconvénients, la nuit ou le mauvais temps rendaient impossible toute transmission.
- Le domaine de Laurenzane

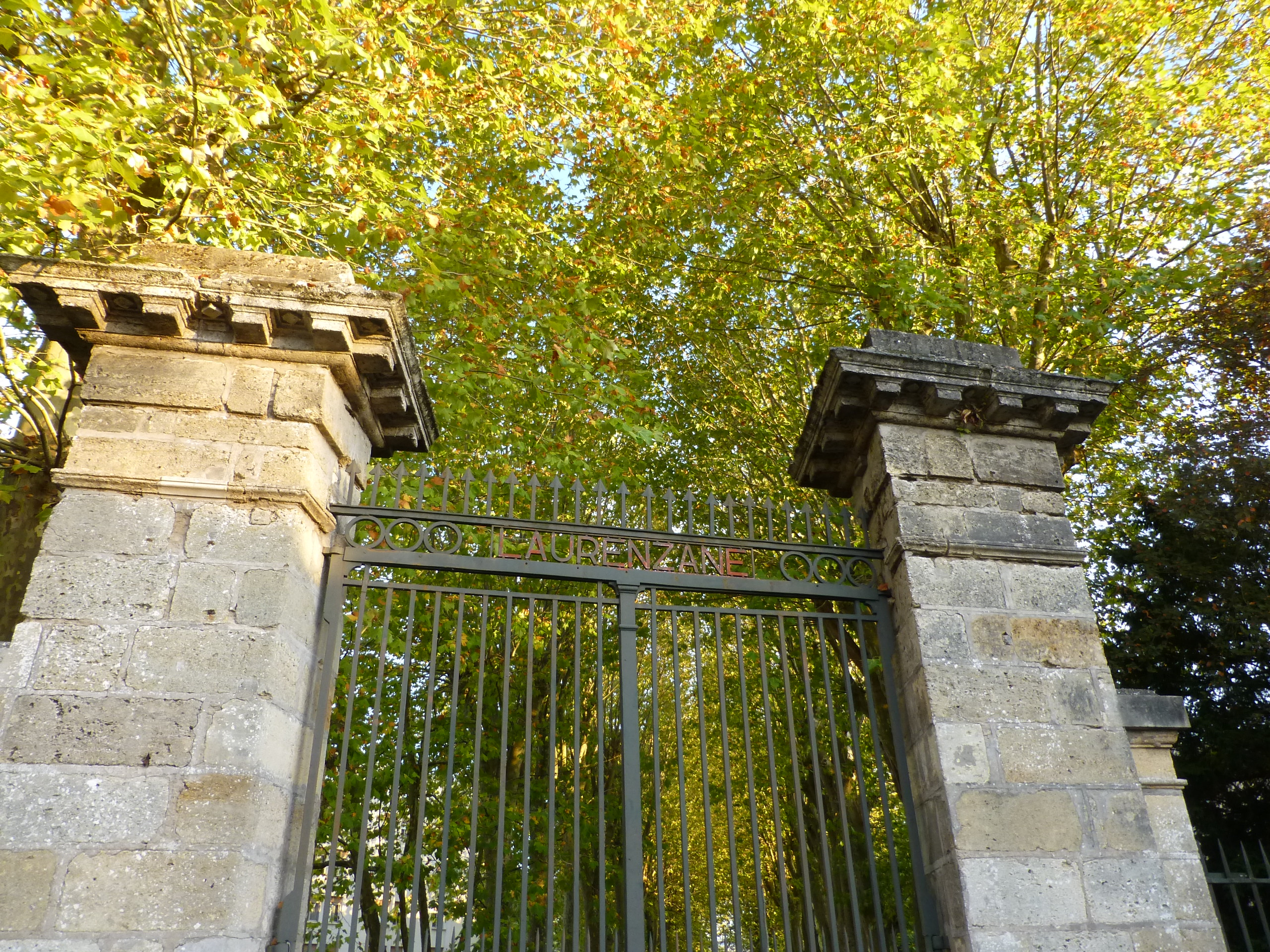
Portail actuel de la Résidence du Château de Laurenzane.

Au XVIIe siècle, maison noble plus que château, le domaine de Laurenzane est devenu au XIXe siècle la propriété la plus importante de la commune : 100 hectares d'un seul tenant dont 20 hectares de parcs, 20 hectares de vignes, une vacherie modèle, de nombreux pâturages, un moulin. La façade côté parc est harmonieuse et d'une ampleur impressionnante. L'intérieur de la demeure faisait état d'un grand souci de confort et d'un goût pour le faste. Les dépendances étaient nombreuses et la production de vins rouges et blancs importante.
Le parc planté d'arbres exceptionnels aux essences variées venant de divers endroits du globe, comporte des bassins, des petits ponts et des grottes. Au XVIIIe siècle, on y trouvait même une orangerie. Ce parc d'agrément a été façonné à l'image du château pour montrer la richesse du domaine. À l'opposé, le parc du Moulineau où étaient implantées les activités du domaine, autour du moulin et de la vacherie, était constitué d'une végétation spontanée.
Détruit par un incendie en 1986, le château de Laurenzane a été reconstruit en style néo classique et abrite aujourd'hui les services de la mairie.
Attribuée à Gustave Eiffel, la serre aurait été offerte par Napoléon III à Lucien Arman (dit aussi Arman-Courau), propriétaire du château Malleret à Cadaujac. À la suite de la division du domaine en 1979, elle est vouée à la démolition. Le maire de Gradignan l'achète pour le compte de la commune. La serre est démontée et numérotée pierre par pierre, fer après fer. Pendant un an, les services techniques municipaux vont restaurer la structure et reconstituer les détails manquants.
La serre propose aujourd'hui des expositions temporaires.

#### Patrimoine naturel
- Gradignan possède plus de vingt parcs et espaces verts[57]. On peut citer Mandavit, parc René-Canivenc ou Montgaillard. Plus de 450 hectares d'espaces boisés sont recensés, dont 203 hectares répartis en 20 parcs communaux[58], soit plus de 115 m2 d'espaces verts publics par habitant (contre 20 m2 en moyenne pour l'ensemble de la communauté urbaine de Bordeaux).

- - Parc de Mandavit (47 ha)
  - Parc René-Canivenc (ancien parc du Moulineau) (8,5 ha)
  - Parc de Montgaillard (5,7 ha)
  - Parc de Pelissey (3,5 ha), rive droite de l'Eau Bourde
  - Parc de l'Ermitage (9,5 ha)
  - Parc de Laurenzane (parc de la mairie) (7,5 ha)
  - Parc de Cayac (8,5 ha)
  - Parc de Saint-Albe (5,5 ha)
  - Parc du Moulin d'Ornon (3 ha)
  - Parc de la Tannerie (7,3 ha)
  - Parc du Sabatey (15 ha)
  - Parc de Cotor-Laburthe (43 ha)
  - Parc d'Anduche (7 ha)
  - Parc de Poumey (3 ha)
  - Parc du bois de Papaye (19 ha)
  - Parc de Bragues (3,5 ha)
  - Parc du Château d'Ornon (3 ha)
  - Parc de la Crabette (2,5 ha)
  - Parc de Catoy (1,5 ha)
  - Parc de Gazaillan (3 ha)
  - Jardin de Pierral (300m²)

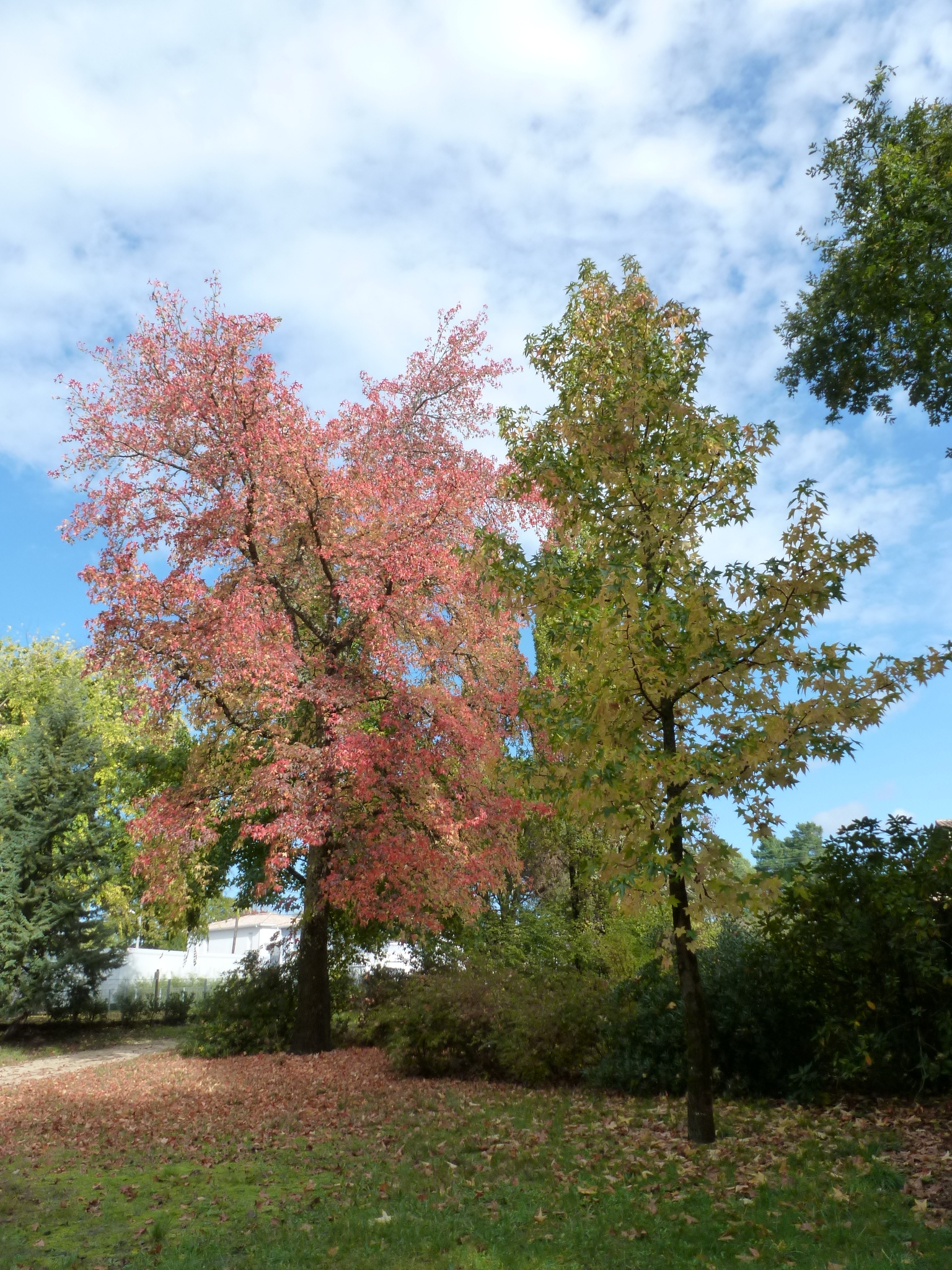
Parc de Gazaillan en automne.
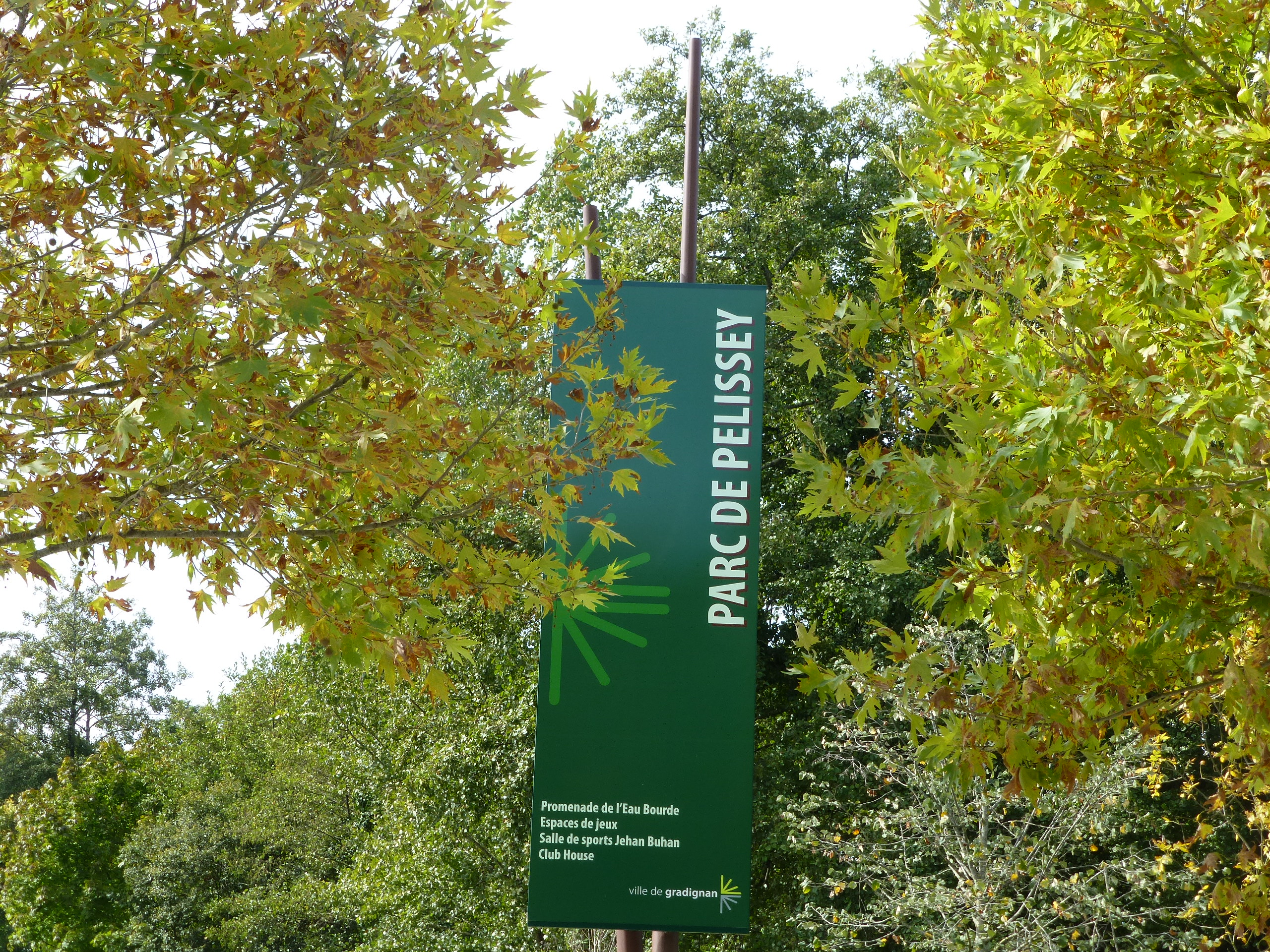
Parc de Pelissey le long de l'Eau Bourde.
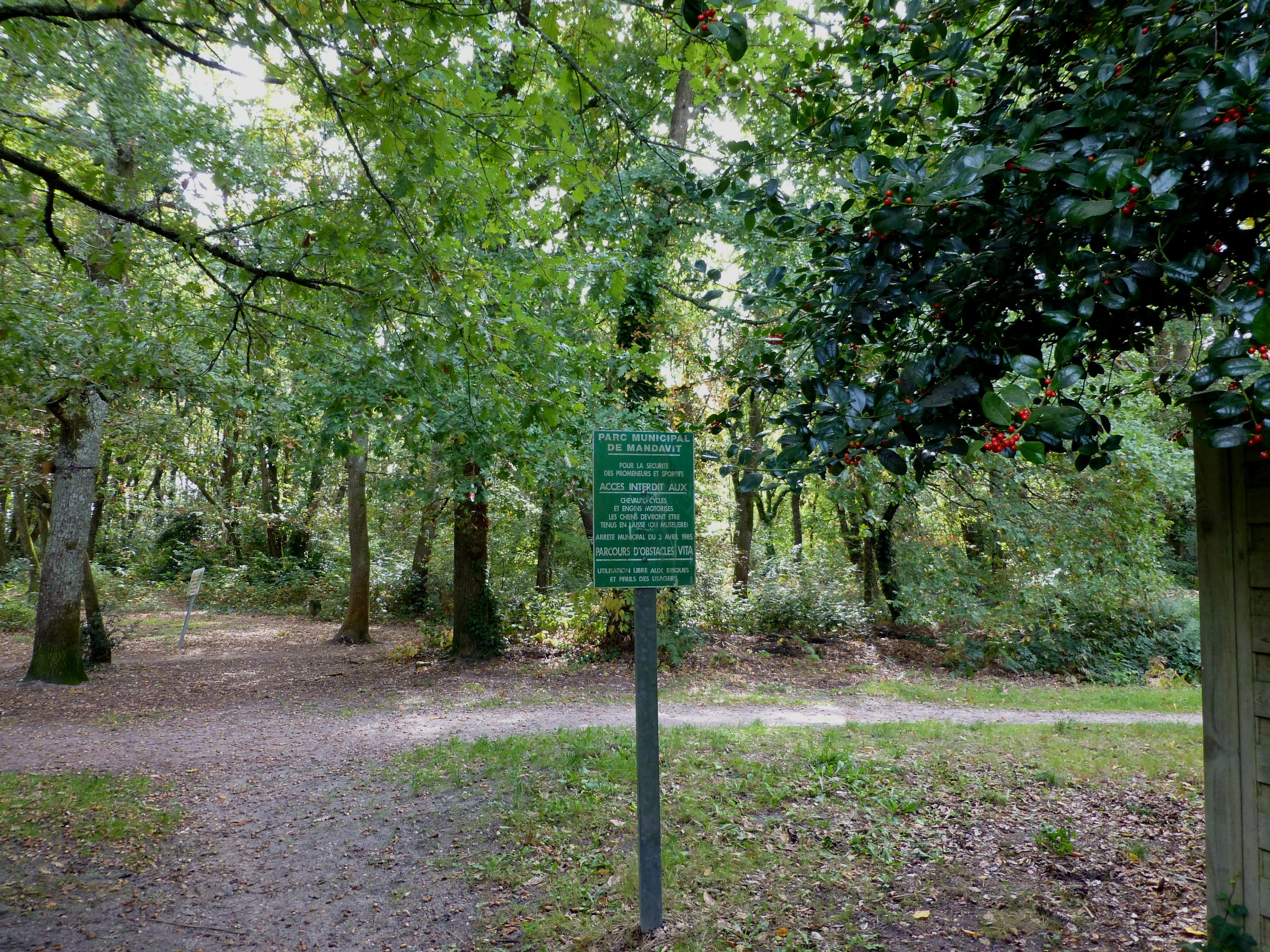
Parc de Mandavit.
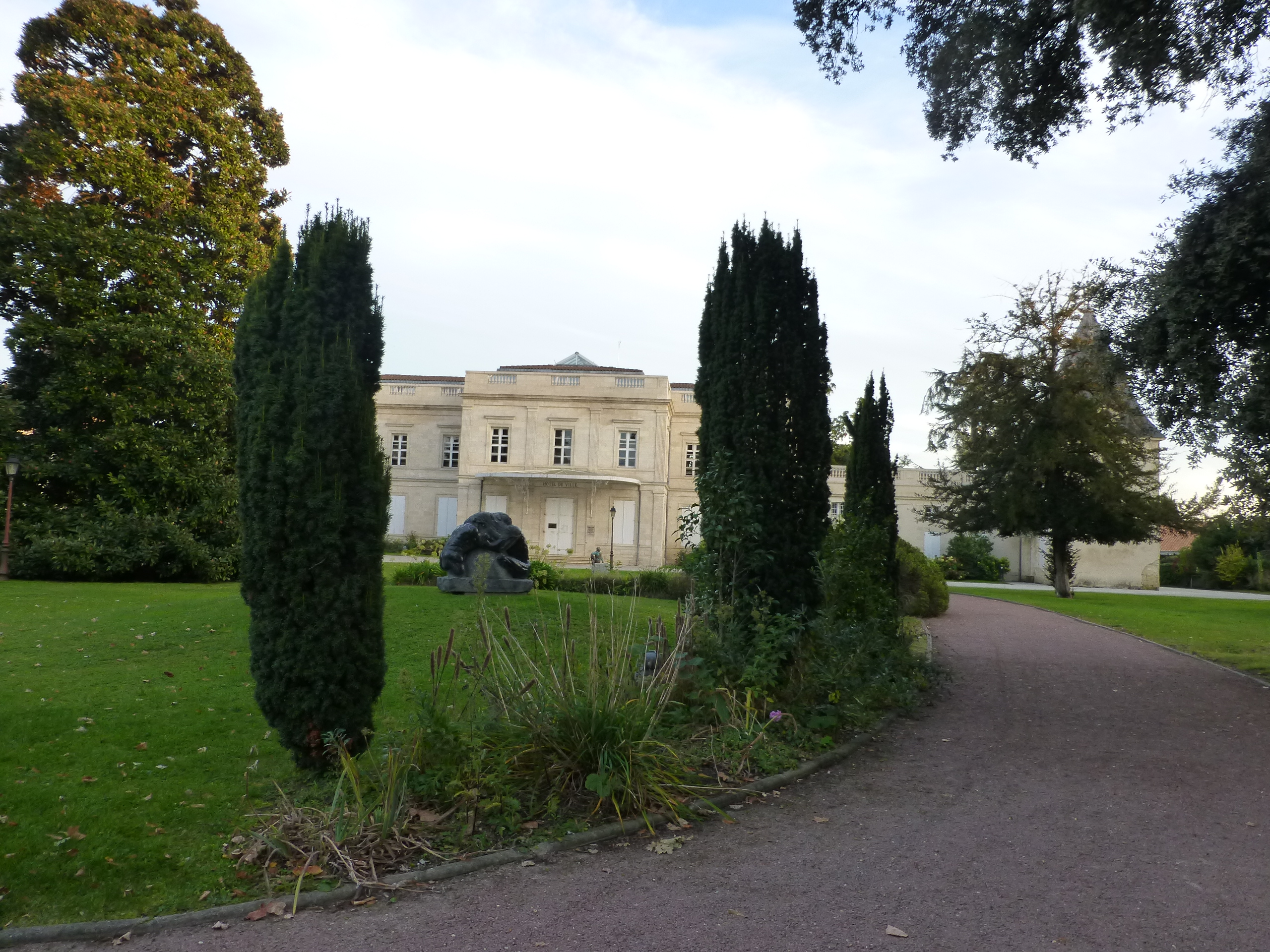
Entrée du parc de Laurenzane et del'Escale Bigata.
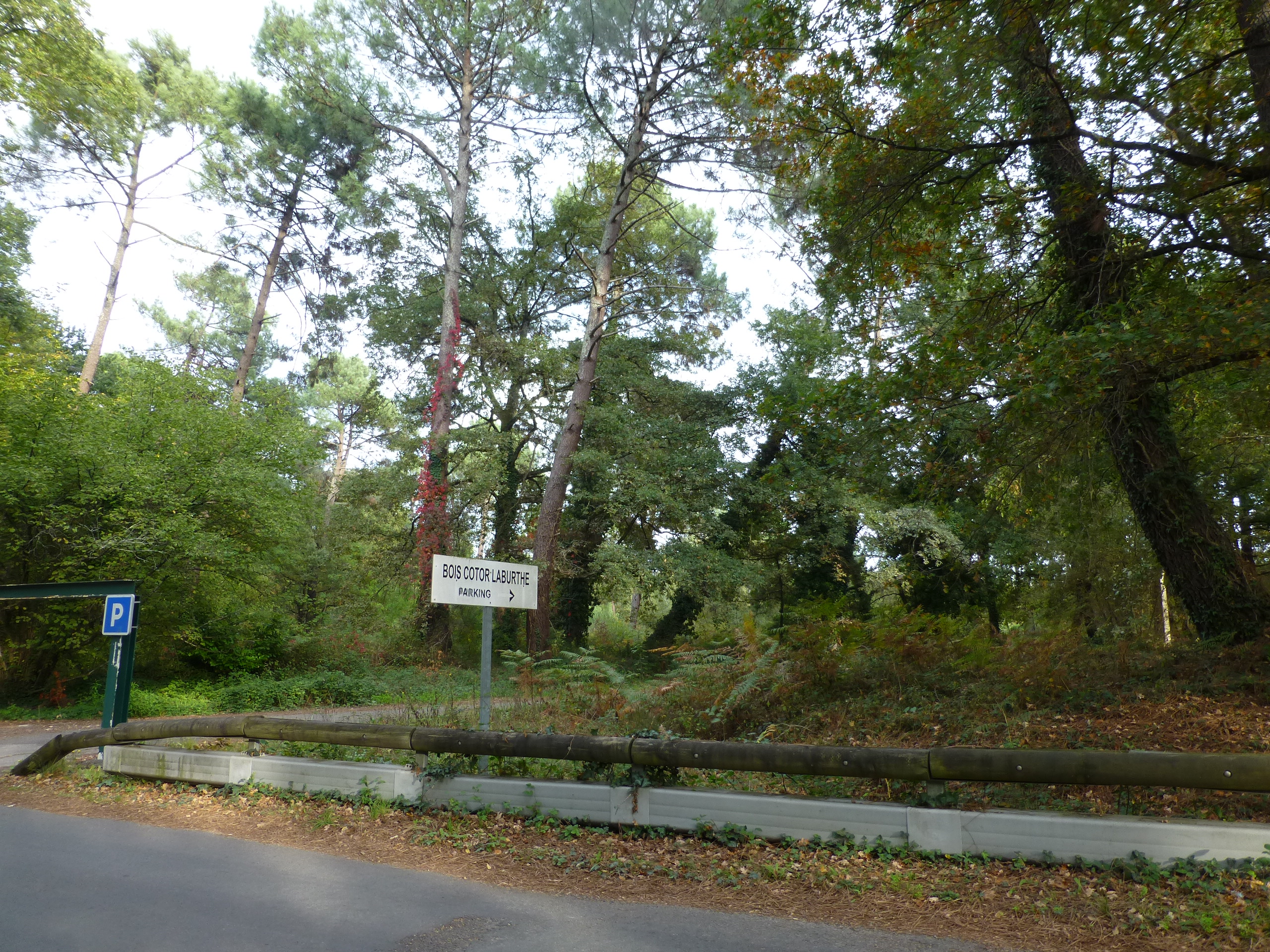
Entrée du parking du parc de Cotor-Laburthe.
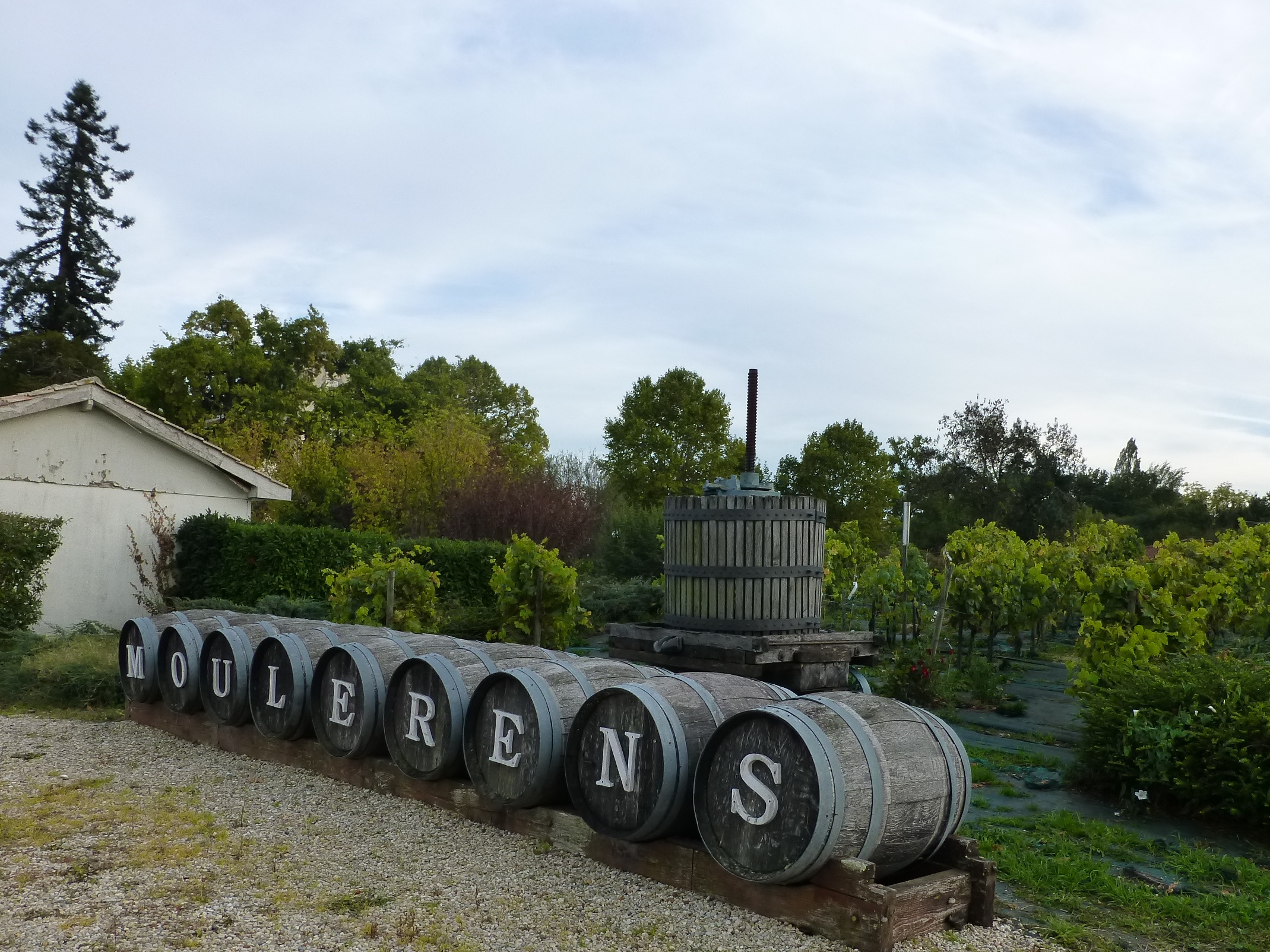
Entrée du parc de Moulerens.
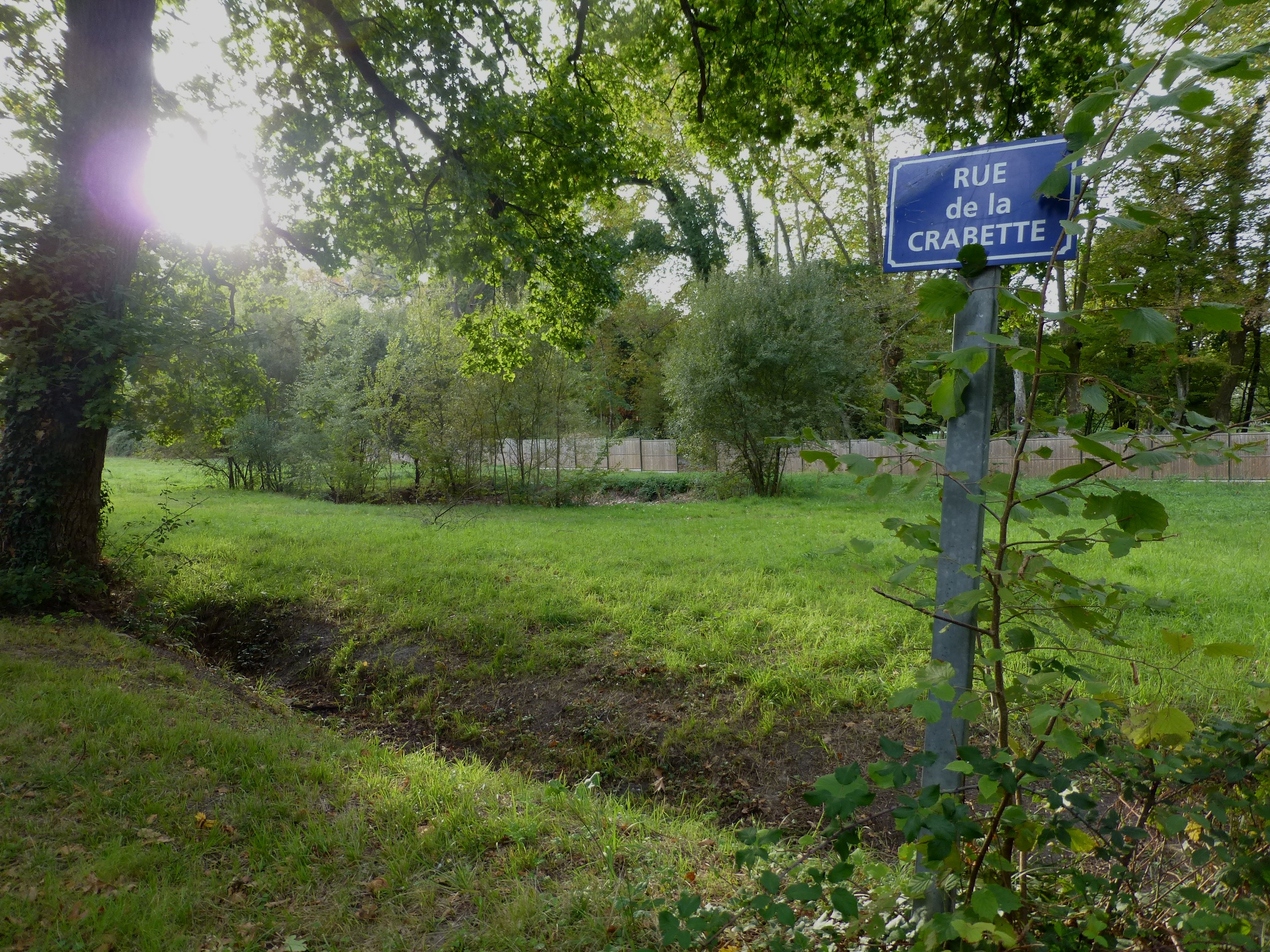
Rue de la Crabette.
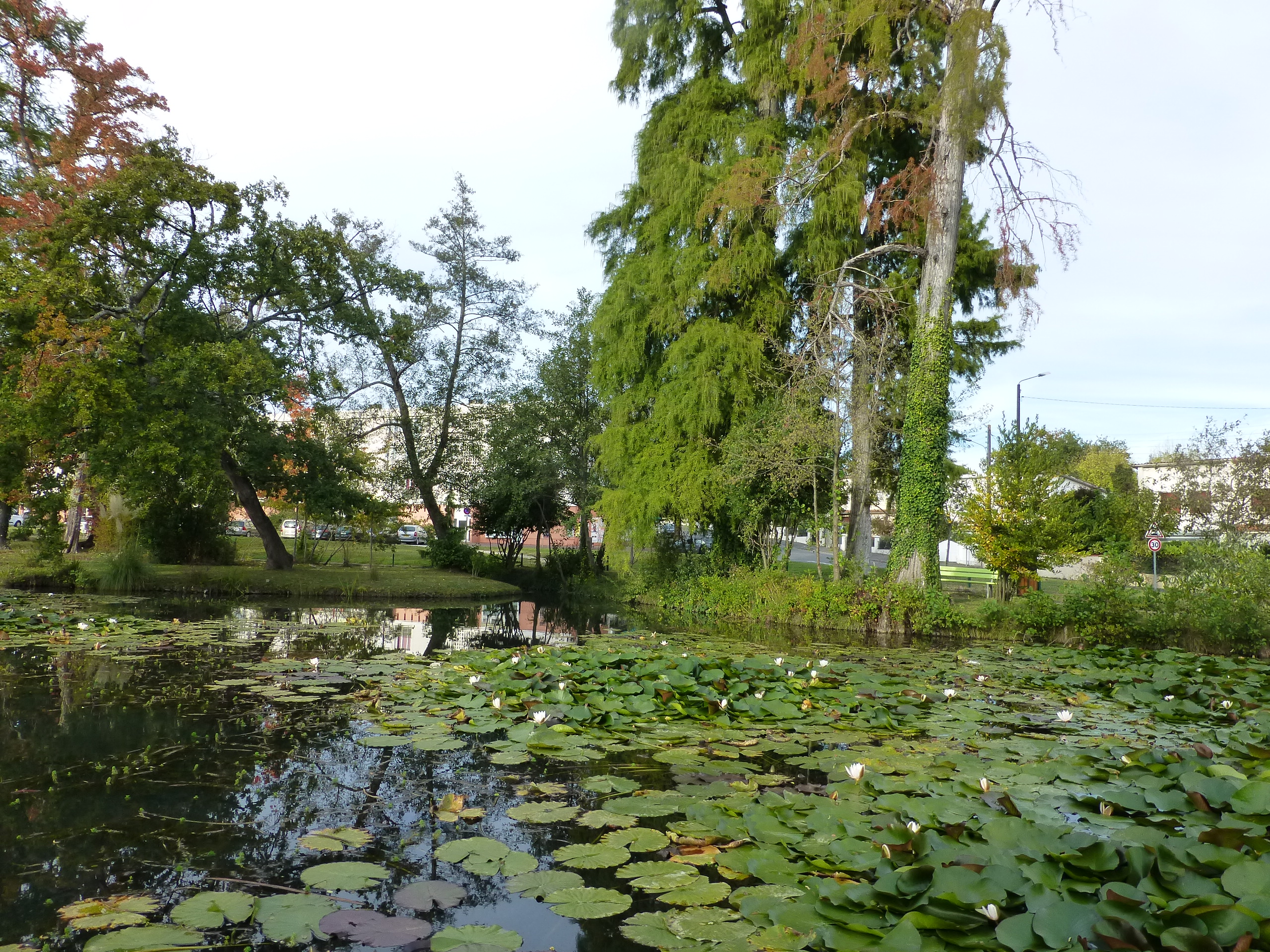
Lac du quartier Lange.
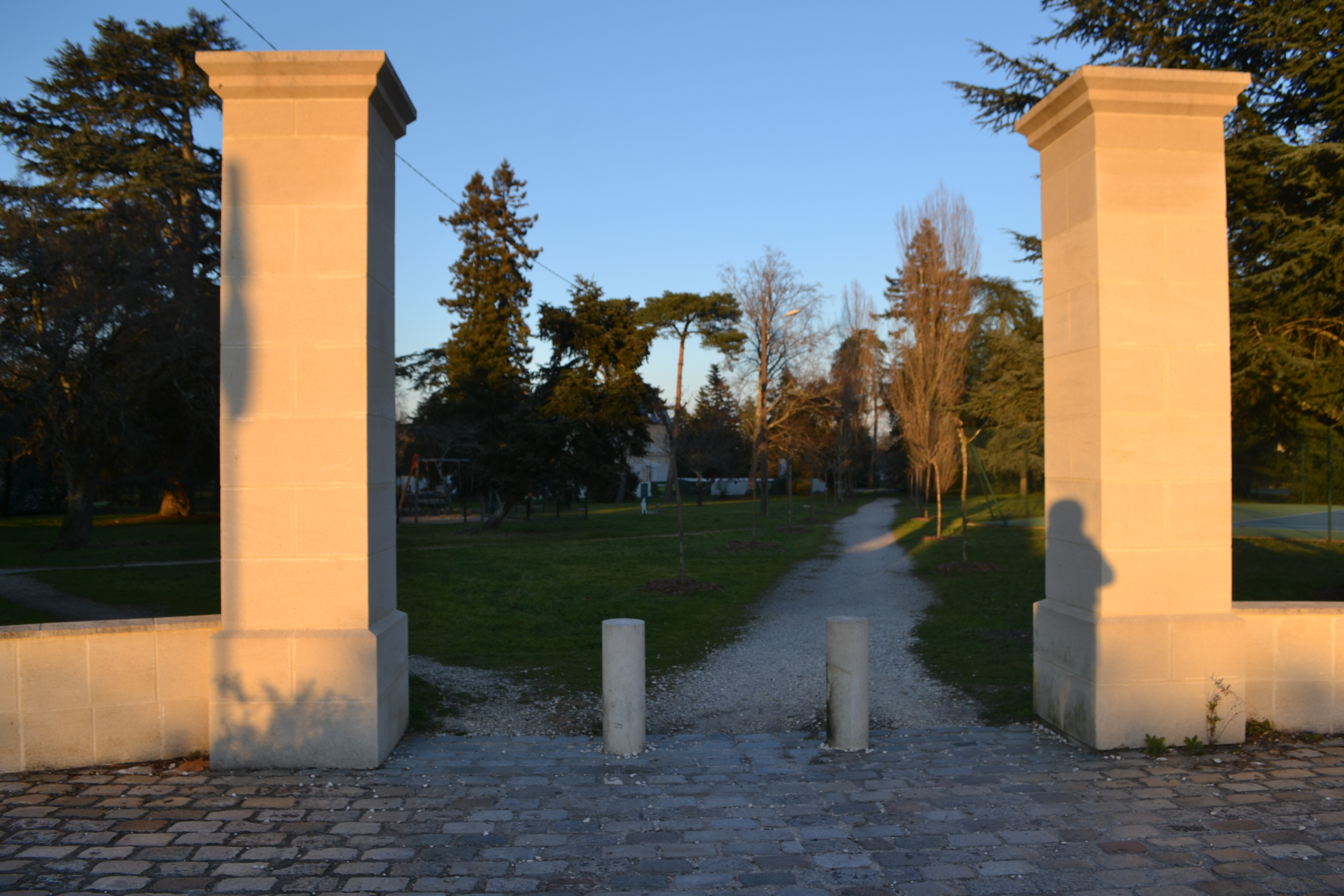
Entrée du parc de l'Ermitage

- La Maison de la Nature

Ancienne vacherie du château de Laurenzane, le bâtiment est attesté sans doute pour un autre usage au XVIIIe siècle.
En 1851, il devient une vacherie modèle. À partir de 1914, le bâtiment sert de fabrique de canne et de mâts de parapluie. Laissé à l'abandon il est racheté par la commune au début des années 1980 afin d'abriter l'administration du parc.
Il est transformé en vivarium au rez-de-chaussée et en salle d'activités à l'étage.

#### Patrimoine culturel
- Le musée Georges-de-Sonneville

Située dans un des lieux emblématiques de la ville de Gradignan, le prieuré de Cayac, une exposition des œuvres de celui qui reste le grand peintre des Années folles à Bordeaux, créateur du Salon des indépendants, Georges de Sonneville. C'est le prétexte à la découverte de l'évolution de l'art au XXe siècle, d'un point de vue pédagogique à travers différentes expositions.
- L'écomusée de la Vigne et du Vin

L'écomusée de la Vigne et du Vin, situé au cœur du parc du Sabatey (15 ha) présente une exposition des outils utilisés entre 1850 et 1950 ainsi qu'un vignoble communal classé AOC pessac-léognan. Il s'agit d'un musée à toucher, à sentir et à goûter où petits et grands s'amuseront à découvrir les marques du travail de l'homme imprimées sur les outils des vignerons.
- La médiathèque de Gradignan Jean Vautrin

La médiathèque, lieu de culture, d'enrichissement de la connaissance et d'animation autour du livre, de l'image et du son.
« Forme ouverte de la bibliothèque traditionnelle », la médiathèque s'inscrit dans la modernité, par son architecture, par son principe de libre accès aux documents et surtout parce qu'elle s'adapte aux  évolutions technologiques : informatisation, introduction des technologies de l'information et de la communication, nouveaux supports : son, musique, vidéo, multimédia.
- L'Escale Bigata

L'Escale Bigata est un parcours unique composé de seize sculptures situées dans le parc de Laurenzane, permettant aux visiteurs de déambuler dans un véritable musée à ciel ouvert et de s'approprier les sculptures.
L'artiste, Danielle Bigata, sculpteur travaillant aussi bien le marbre que le bronze, a su concilier son art et son goût pour les voyages et les rencontres. Après quatre années d'études à l'Institut Central de Restauration de Rome, dans les années soixante, elle arpente les coulisses des théâtres parisiens et enrichit ses cartons de portraits d'artistes du cinéma et du show-business… En 1971, elle crée l'Atelier de restauration en Gironde, et travaille pour les Monuments Historiques. À la même époque, elle est engagée par l'école Art et Avenir de Paris et y donne des cours pendant une quinzaine d'années. Parallèlement, elle s'exerce sans relâche sur différentes matières comme le bois, la pierre ou le marbre et multiplie les expériences pour acquérir la maîtrise technique nécessaire à la taille directe. Ses participations à des concours internationaux lui permettent de gagner des commandes, la première en Allemagne. Elle se consacre alors à la création en marbre et en bronze de nombreux monuments, et vit désormais de sa passion.
- Le théâtre des Quatre Saisons

Avec une capacité d'accueil de 400 places, cette salle est un véritable auditorium tout en bois, qui peut se transformer grâce à une double configuration de la scène, en espace théâtral. Jusqu'en 2014, le théâtre organisait avec la mairie la « Cinquième Saison » et proposait plusieurs spectacles gratuits et en plein air dans les parcs et les rues de la ville.

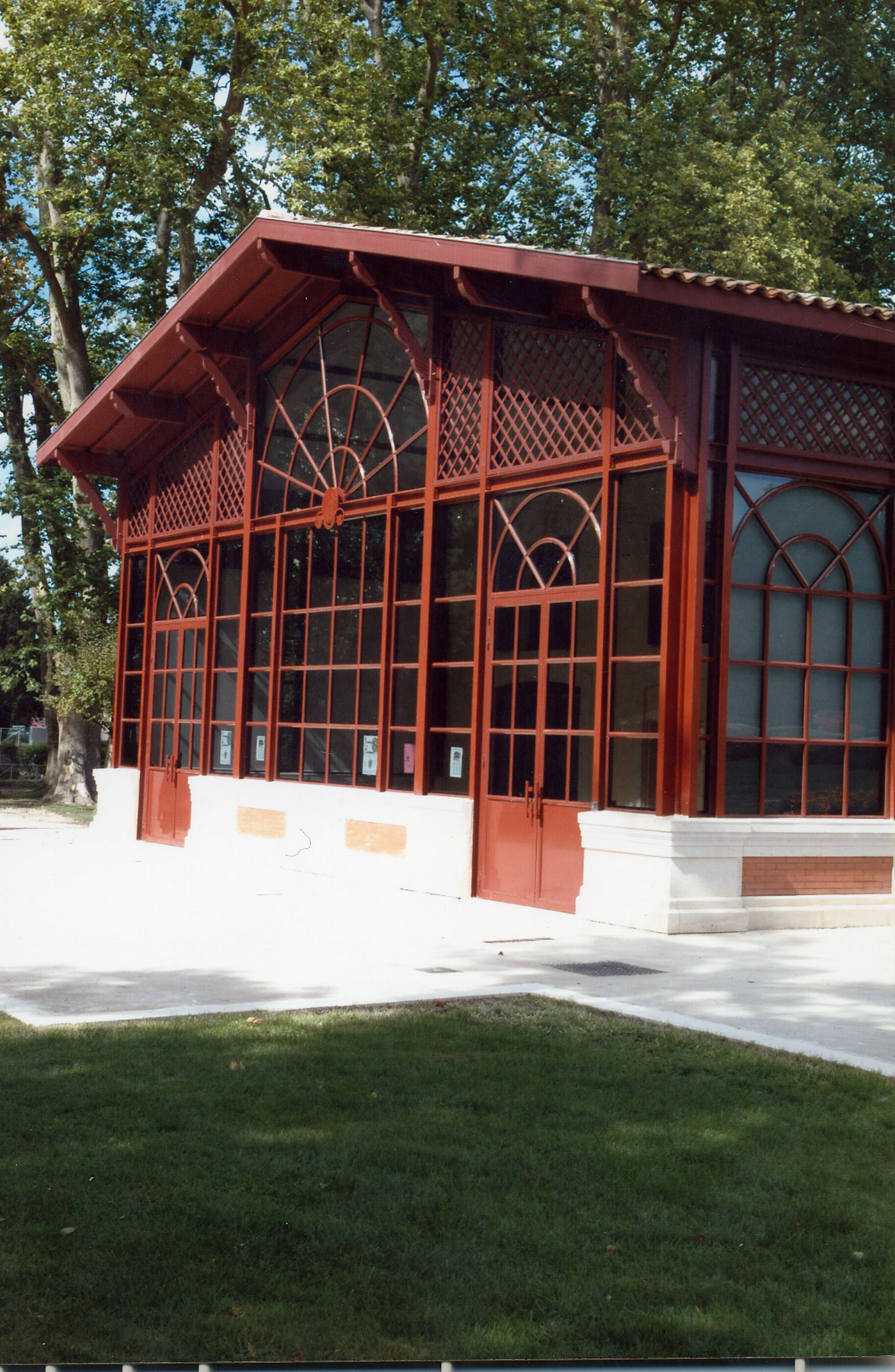
Musée de Sonneville.
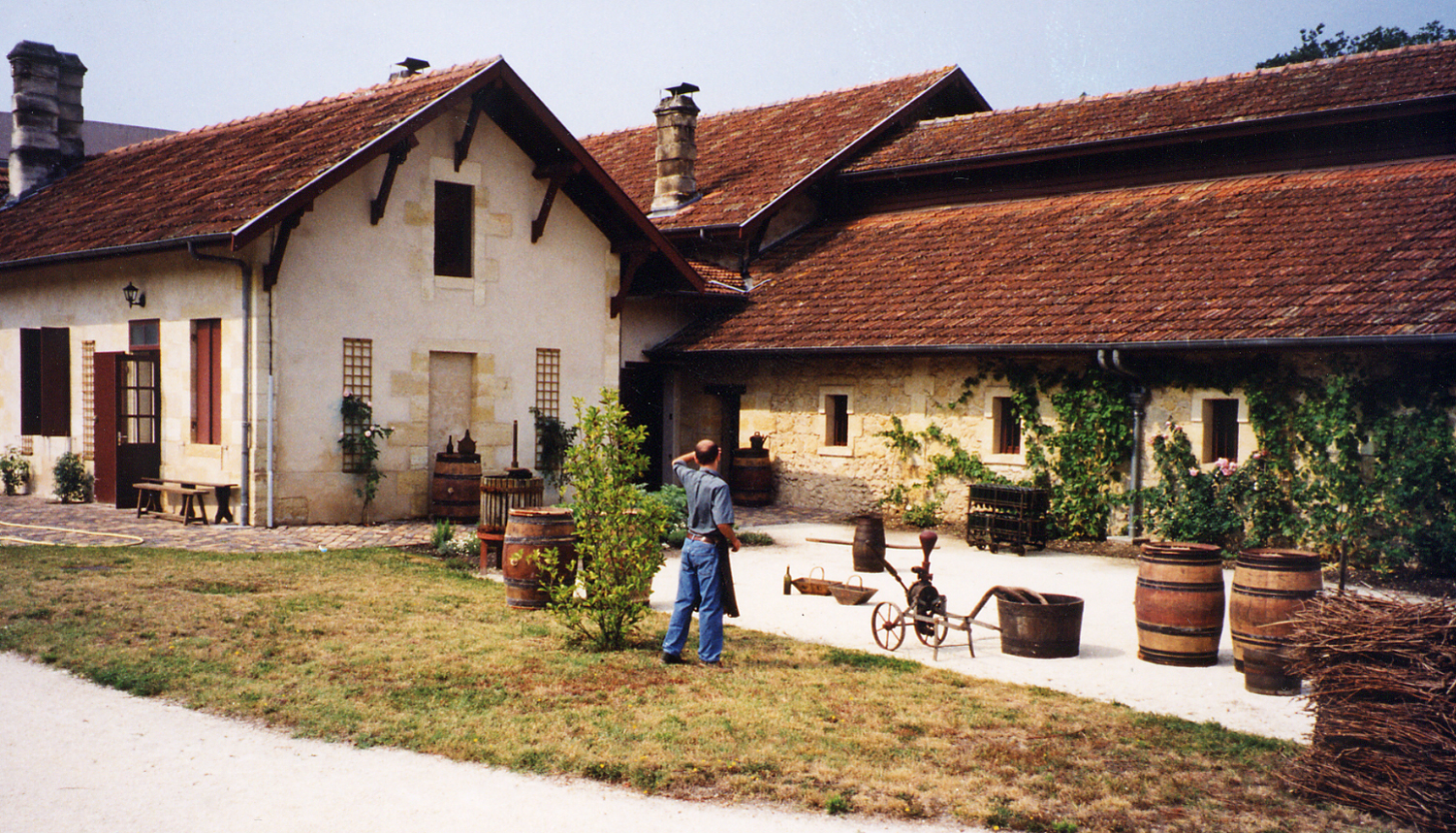
Écomusée de la Vigne et du Vin.
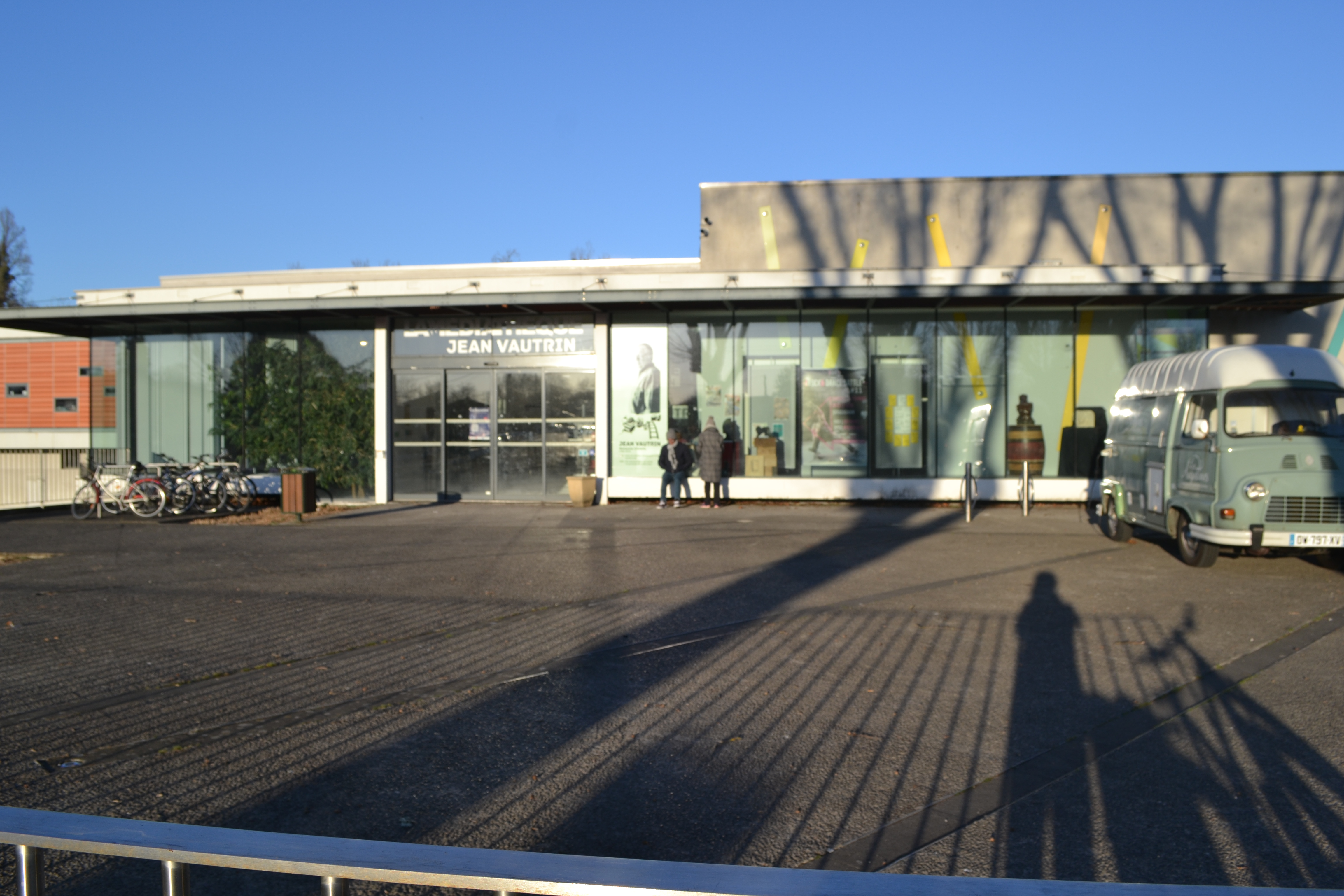
Fronton de la médiathèque Jean Vautrin
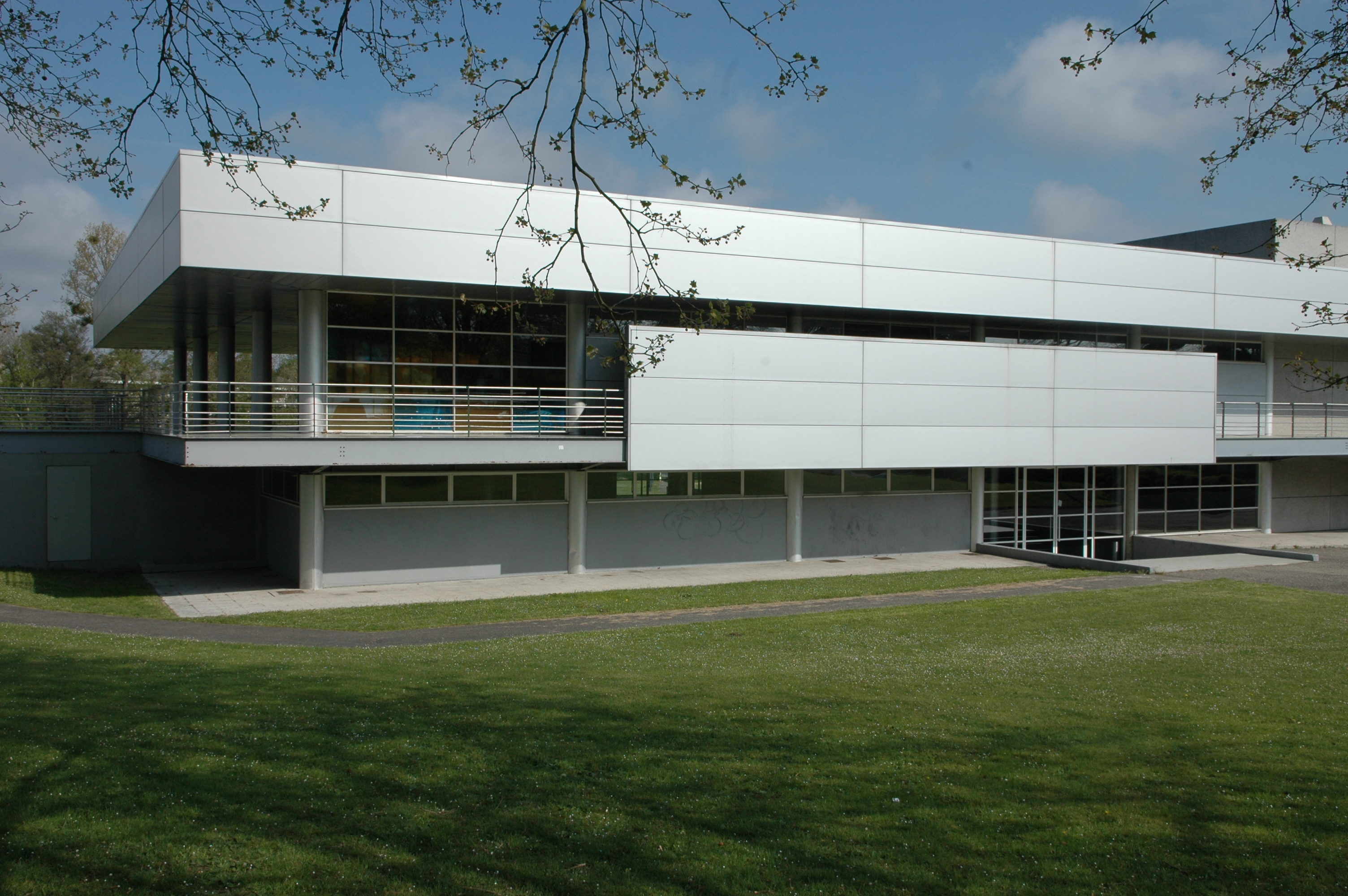
Théâtre des Quatre Saisons.
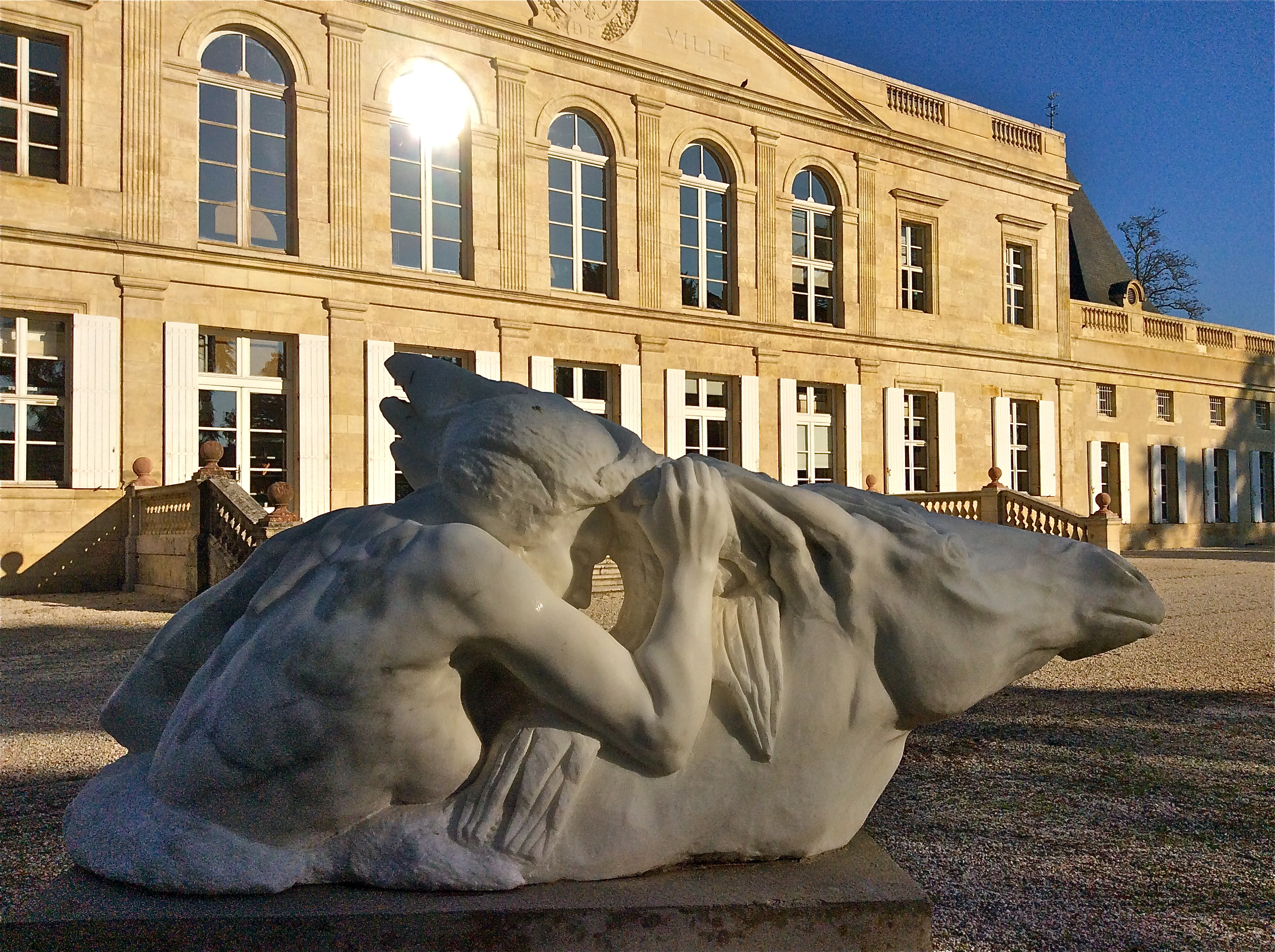
Bigata, L'amazone-osmose, marbre blanc, 1996

### Personnalités liées à la commune
- François Mauriac (1885-1970) a vécu quelque temps à Gradignan dans une grande maison qui avait appartenu à sa grand-mère. Puis, l'ancienne propriété des seigneurs de Lange a été morcelée à partir des années cinquante et remplacée par le lotissement de Lange-Prairie (1960).
- André Barreau a travaillé comme styliste pour les Tricots Saint Joseph de 1952 à 1975.
- Denise de Sonneville-Bordes (1919-2008), préhistorienne, fille de Georges et Yvonne de Sonneville, est morte à Gradignan[60].
- Edgar Morin (1921- ), philosophe.
- Raymond Mirande (1932-1997) artiste de l'émail et du vitrail, y a vécu de la fin des années 50 à sa mort.
- Jean Vautrin (1933-2015), mort à Gradignan, écrivain, réalisateur, scénariste et dialoguiste français[61].
- Anne Doat, épouse de Jean Herman (Jean Vautrin). Comédienne de théâtre, cinéma et télévision. Récompenses : Prix Suzanne Bianchette pour "Chiens perdus sans collier" (1957) - Prix Gérard Philippe de la meilleure comédienne de théâtre (1962). En 1977, Anne Doat arrête sa carrière de comédienne et s'investit pour la cause des enfants autistes.
- Virginie Calmels, femme politique française, a sa famille son père repose au cimetière depuis 2000[Quoi ?].
- L'écrivain-dramaturge Jean Vauthier a longtemps vécu à Gradignan. Il est enterré dans le cimetière communal.
- Les chanteurs d'opérette Paulette Merval et Marcel Merkès se sont retirés à Gradignan à la fin de leur carrière artistique.
- Lætitia Colombani (1976- ), réalisatrice, actrice et scénariste française.
- Boris Diaw (1982- ), joueur de basket-ball, a habité à Gradignan, et a fréquenté l´école Martinon et le collège Fontaines de Monjous.
- Eloïse Lièvre (1974-), écrivaine, a longtemps vécu à Gradignan

### Héraldique
| Armes | Les armes de Gradignan se blasonnent ainsi : Parti, au premier d'argent à la fasce ondée d'azur accompagnée de trois coquilles de sable, au second d'or à la tour de gueules ouverte et ajourée du champ, maçonnée de sable, le tout sommé d'un chef de gueules chargé d'un léopard d'or armé et lampassé d'azur. Création Pierre Joubert, 1986. |